# 21. Dezember
Der 21. Dezember ist der 355. Tag des gregorianischen Kalenders (der 356. in Schaltjahren), somit bleiben 10 Tage bis zum Jahresende.
Am 21. (bzw. 22.) Dezember steht die Sonne mittags am südlichen Wendekreis im Zenit und geht am nördlichen Polarkreis tagsüber nicht mehr auf. Dieser Tag ist somit in der nördlichen Erdhälfte der kürzeste (hellichte) des Jahres, die Wintersonnenwende.

## Ereignisse

### Politik und Weltgeschehen
- 0069: Vespasian zieht in Rom ein und wird vom Senat als neuer Kaiser anerkannt, der letzte des Vierkaiserjahres.
- 1140: König Konrad III. erobert die Burg Weinsberg nach langer Belagerung. Die Frauen tragen ihre Männer aus der Burg und retten ihnen so das Leben. Die Frauen werden als Treue Weiber von Weinsberg, die Burg als Weibertreu bekannt.
- 1192: Auf dem Rückweg vom Dritten Kreuzzug wird Richard I. Löwenherz vom österreichischen Herzog Leopold V. bei Wien gefangen genommen.
- 1225: Der mit seinem Sohn Waldemar von Schleswig in die Gefangenschaft des Grafen Heinrich I. von Schwerin geratene dänische König Waldemar II. wird nach Anerkennung hoher Forderungen freigelassen. Die starken Belastungen und Gebietsabtretungen lassen ihn sofort Gegenmaßnahmen planen, die im Jahr 1227 zur Schlacht bei Bornhöved führen werden.
- 1237: Die Stadt Rjasan wird nach erfolgreicher Belagerung von Mongolen unter Batu Khan fast völlig zerstört.

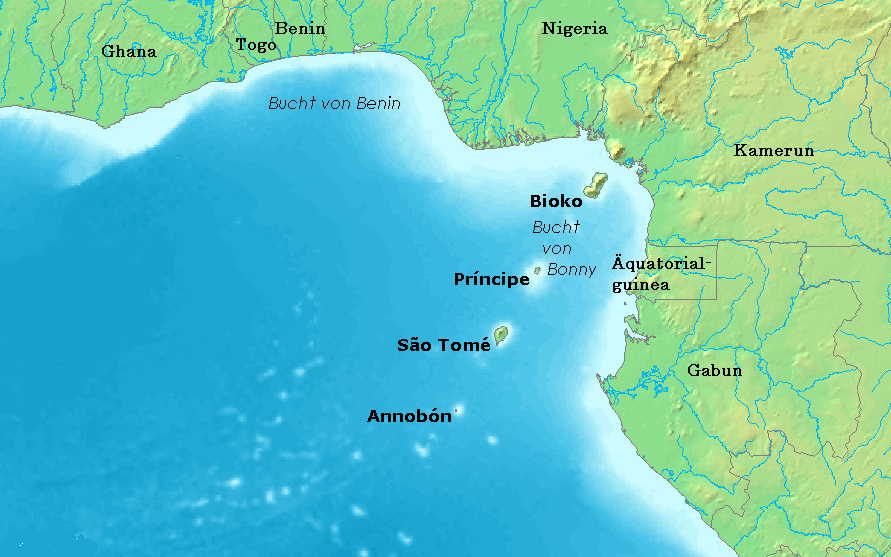
1471: Golf von Guinea

- 1471: Der portugiesische Seefahrer João de Santarém entdeckt die nahe am Äquator gelegene Insel São Tomé im Golf von Guinea und nimmt die Insel für Portugal in Besitz.
- 1533: Der spanische Seefahrer Hernando de Grijalva entdeckt die später in Socorro umbenannte Insel als erste der mexikanischen Revillagigedo-Inseln im Ostpazifik.
- 1598: Rebellierenden Mapuche unter Führung des Kriegshäuptlings Pelantaro gelingt in der Schlacht von Curalaba in Chile ein Sieg über den spanischen Gouverneur Martín García Óñez de Loyola und seine Soldaten.
- 1602: Karl Emanuel I. versucht in der Nacht zum 22. Dezember, mit seinen savoyischen Truppen die Stadt Genf zu erobern. Den Genfern gelingt es jedoch, die Escalade de Genève zurückzuschlagen, was noch heute jährlich gefeiert wird.
- 1620: Eine mit der Mayflower in der Neuen Welt angekommene Gruppe der Pilgerväter bildet eine Ansiedlung auf dem Festland.
- 1705: Vertreter der vier Stände versammeln sich zum Braunauer Parlament im Stadtquartier des Freiherrn von Paumgarten im Gasthof Breuninger in Braunau am Inn. Damit erreicht der bayerische Volksaufstand gegen die Fremdherrschaft Kaiser Josephs I. seinen Höhepunkt.
- 1813: Alliierte Truppen der sechsten Koalition rücken zwischen Basel und Schaffhausen in die Schweiz ein, deren Grenztruppen sich kampflos zurückziehen. Mit der Besetzung zieht das Ende der Mediation im Alpenstaat herauf.
- 1816: In den USA wird die Amerikanische Kolonialgesellschaft zur Lösung des Problems der Sklaverei gegründet. Die Gründer eint die Meinung, dass Schwarze nicht in die Gesellschaft der Weißen integrierbar seien und nach Afrika zurück sollten. In der Folge kauft die Gesellschaft dort Land und gründet den Staat Liberia.
- 1817: Im Dritten Marathenkrieg besiegen die Soldaten der Britischen Ostindien-Kompanie in der Schlacht von Mahidpur die Armee aus Indore.
- 1845: Während des Ersten Sikh-Krieges beginnt die Schlacht von Ferozeshah.

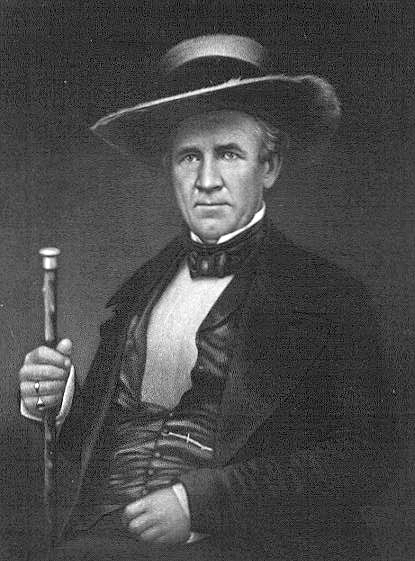
1859: Sam Houston

- 1859: Sam Houston wird Gouverneur von Texas. Da er dieses Amt 1827 bis 1829 bereits in Tennessee ausgeübt hat, ist er erster und einziger Gouverneur in mehreren US-Bundesstaaten.
- 1864: Im Amerikanischen Bürgerkrieg endet in Savannah General Shermans berühmter „Marsch zum Meer“, der eine Schneise der Zerstörung von Atlanta bis nach Savannah ins Land geschlagen hat.
- 1867: Kaiser Franz Joseph I. sanktioniert die Dezemberverfassung für die cisleithanischen Länder der Habsburgermonarchie. Ein Teil der Verfassung, das Staatsgrundgesetz über die allgemeinen Rechte der Staatsbürger, ist heute noch in Österreich gültig.
- 1874: Im Kulturkampf in der Schweiz lösen die Behörden das Bistum Basel auf.
- 1907: Beim Massaker von Iquique  werden mehrere hundert bis 3.600 streikende Arbeiter der chilenischen Salpeterindustrie und deren Familienangehörige von Militär erschossen.
- 1941: Im Konzentrationslager Bogdanowka beginnt der Massenmord an den etwa 54.000 jüdischen Häftlingen durch rumänische Soldaten, ukrainische Polizisten und örtliche Volksdeutsche.
- 1958: In Frankreich wird Charles de Gaulle mit 78 Prozent der Stimmen eines Wahlkollegiums zum ersten Staatspräsidenten der Fünften Republik gewählt[1].
- 1965: Die UN-Generalversammlung verabschiedet das Internationale Übereinkommen zur Beseitigung jeder Form von Rassendiskriminierung.
- 1972: Der Grundlagenvertrag zwischen der Bundesrepublik Deutschland und der DDR wird in Ost-Berlin von Egon Bahr und Michael Kohl unterzeichnet, mit dem gutnachbarliche Beziehungen zwischen den beiden Staaten begründet werden sollen.
- 1973: Das brasilianische Indianerstatut wird veröffentlicht. Es regelt die Beziehungen von Staat und anderer Bevölkerung zur indigenen Bevölkerung Brasiliens.
- 1975: Im OPEC-Hauptgebäude in Wien kommt es durch Terroristen unter Führung von Carlos zu einer spektakulären Geiselnahme. Es werden etwa 70 Geiseln genommen, darunter 11 Ölminister der OPEC-Länder. 3 Menschen kommen bei der Aktion ums Leben.
- 1979: In London unterzeichnen Abel Muzorewa, Robert Mugabe und Joshua Nkomo sowie Peter Carington, 6. Baron Carrington, nach einer mehrmonatigen Konferenz das Lancaster-House-Abkommen über einen Waffenstillstand zwischen den Konfliktparteien in Südrhodesien und die Vorgangsweise bis zur Unabhängigkeit des Landes von Großbritannien im folgenden Jahr.
- 1984: Im Konflikt um die Hainburger Au beschließt die österreichische Regierung einen Rodungsstopp.
- 1991: Die ehemaligen Sowjetrepubliken Aserbaidschan, Armenien, Kasachstan, Kirgisistan, Moldawien, Tadschikistan, Turkmenistan und Usbekistan treten der Gemeinschaft Unabhängiger Staaten bei.
- 1999: Chandrika Kumaratunga wird in ihrem Amt als Staatsoberhaupt von Sri Lanka bestätigt.
- 2007: Estland, Lettland, Litauen, Polen, Tschechien, die Slowakei, Ungarn, Slowenien und Malta werden Mitglieder des Schengen-Raums.

### Wirtschaft
- 1844: In Rochdale eröffnen 28 in der Rochdale Society of Equitable Pioneers vereinte Weber und andere Mitglieder einen Laden. Ihre geschäftlichen Prinzipien geben dem Gedanken der Konsumgenossenschaften Auftrieb. Bei der Eröffnung beschränkt sich das schmale Angebot auf Butter, Zucker, Hafermehl und einige Kerzen.
- 1919: Die deutsche Reichspost teilt amtlich mit, dass sie ab 1. Januar 1920 die neue Sendungsart Päckchen zur Beförderung annimmt.
- 1923: Der Reichsarbeitsminister Heinrich Brauns (Deutsche Zentrumspartei) führt in Deutschland die Arbeitszeitverordnung ein.
- 1942: Ein Streik der Bergleute im bolivianischen Zinn-Bergwerk Catavi für bessere Löhne und Arbeitsbedingungen wird durch einen Militäreinsatz blutig beendet. Hunderte Zivilisten sterben.
- 2018: Das Bergwerk Prosper-Haniel in Bottrop schließt als letzte deutsche Zeche.

### Wissenschaft und Technik

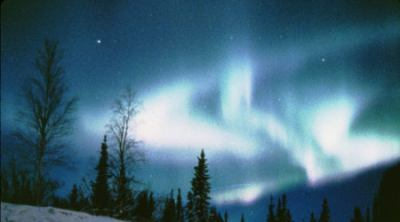
1806: Polarlichtbänder

- 1806: Alexander von Humboldt berichtet erstmals von einem magnetischen Sturm. In der darauf folgenden Nacht sind in Berlin auch Polarlichter zu sehen.

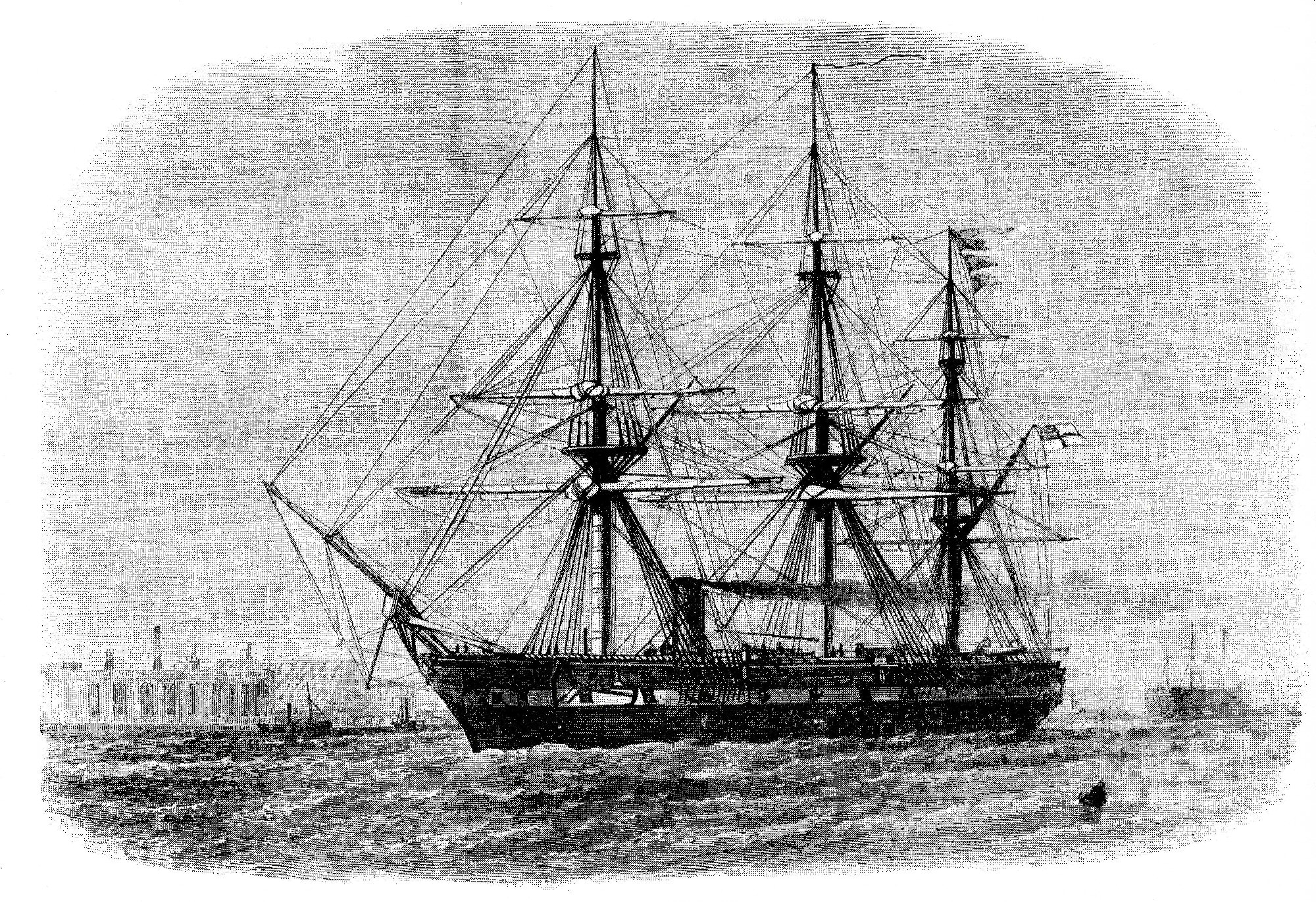
1872: HMS Challenger

- 1872: Die Challenger-Expedition bricht von Plymouth aus auf der namensgebenden Korvette zu wissenschaftlichen Untersuchungen, unter anderem zur Erforschung der Tiefsee und der Lage von Inseln, auf.
- 1898: Marie und Pierre Curie entdecken das chemische Element Radium.
- 1901: Das britische Expeditionsschiff Discovery bricht unter der Leitung von Robert Falcon Scott vom neuseeländischen Hafen Lyttelton aus zu einer Antarktisexpedition auf. An Bord befindet sich unter anderem Ernest Shackleton. Die Discovery-Expedition steht von Anfang an unter keinem guten Stern, bereits bei der Ausfahrt aus dem Hafen kommt ein Matrose ums Leben.
- 1909: Von Bath im US-Bundesstaat Maine aus beginnt die Wyoming, mit 3730 Bruttoregistertonnen der weltweit größte Sechsmastschoner, ihre Jungfernreise.

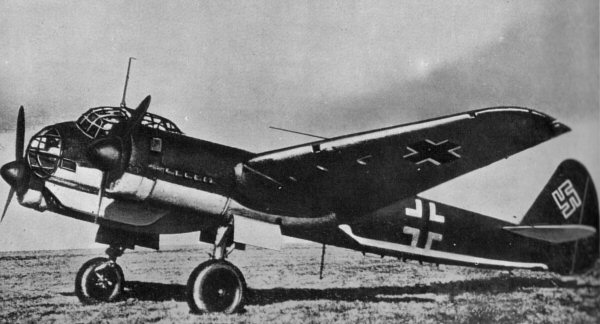
1936: Junkers Ju 88

- 1936: Die Junkers Ju 88, eines der Standard-Kampfflugzeuge der Luftwaffe des nationalsozialistischen Deutschlands, absolviert ihren Erstflug.
- 1952: In der DDR beginnt das Fernsehen als „öffentliches Versuchsprogramm“ aus Berlin-Adlershof mit zwei Stunden täglicher Sendezeit.
- 1967: 18 Tage nach der Operation durch Christiaan Barnard stirbt Louis Washkansky, der erste Mensch, an dem erfolgreich eine Herztransplantation durchgeführt worden ist.

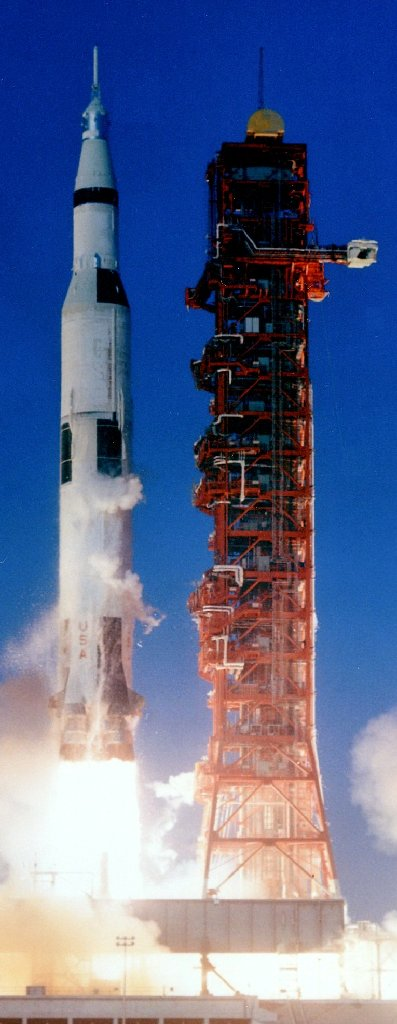
1968: Start der Apollo 8

- 1968: Mit Apollo 8, mit den Astronauten Frank Borman, James Arthur Lovell und William Anders an Bord, tritt vom Kennedy Space Center aus erstmals ein bemanntes Raumschiff des Apollo-Programms seinen Weg in Richtung Mond an.
- 1970: Das US-amerikanische Kampfflugzeug Grumman F-14 Tomcat absolviert seinen Erstflug.
- 1984: Die sowjetische Raumsonde Vega 2 wird zur Erforschung des Planeten Venus und des Kometen Halley gestartet.
- 1988: Das sowjetische Frachtflugzeug Antonow An-225 absolviert seinen Erstflug.

### Kultur
- 1628: Das barocke Hoftheater Teatro Farnese in Parma wird erstmals bespielt.
- 1652: Im Palazzo Reale in Neapel erfolgt die Uraufführung des Dramas Veremonda, l'amazzone di Aragona von Francesco Cavalli.
- 1836: An der Opéra-Comique in Paris findet die Uraufführung der komischen Oper L'Ambassadrice (Die Botschafterin) von Daniel-François-Esprit Auber statt.
- 1854: In Köln findet die Uraufführung der komischen Oper Der Advokat von Ferdinand Hiller statt.
- 1879: Am Det Kongelige Teater in Kopenhagen wird das Drama Nora oder Ein Puppenheim von Henrik Ibsen uraufgeführt. Aus Rücksicht auf die zeitgenössische Sicht der Institution der Ehe bleibt Nora in dieser Aufführung am Ende bei ihrem Mann. Die erste Aufführung mit Ibsens originalem Schluss erfolgt erst 1880 in München.
- 1903: Der Prix Goncourt, Frankreichs bedeutendster Literaturpreis, wird erstmals vergeben. Erster Preisträger des ohne Unterbrechung bis heute jährlich vergebenen Preises ist John-Antoine Nau.

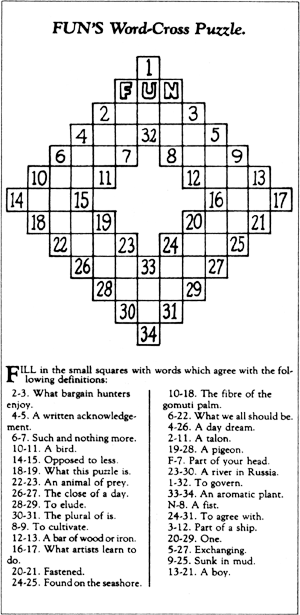
1913: Erstes Kreuzworträtsel

- 1913: Das erste Kreuzworträtsel der Welt erscheint in der Wochenendbeilage der Zeitung New York World, erfunden von Arthur Wynne.
- 1925: Der propagandistische Stummfilm Panzerkreuzer Potemkin von Sergej Eisenstein mit der Musik von  Edmund Meisel wird aus Anlass des 20-jährigen Jubiläums der Revolution von 1905 im Moskauer Bolschoi-Theater uraufgeführt.
- 1928: Am Berliner Lessingtheater wird das Seiltänzerstück Katharina Knie von Carl Zuckmayer uraufgeführt.
- 1935: In Wien findet die Uraufführung der Operette Dschainah, das Mädchen aus dem Tanzhaus von Paul Abraham statt.

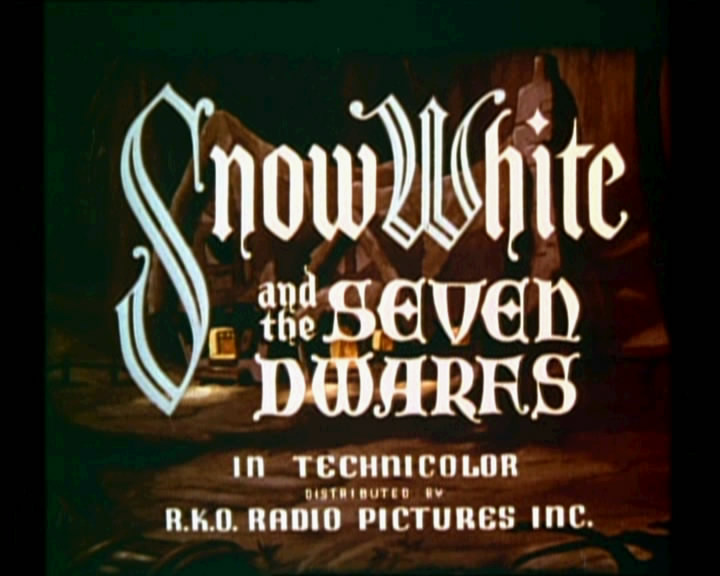
1937: Screenshot von Snow White

- 1937: Vor einem rein erwachsenen Publikum hat der erste abendfüllende Walt-Disney-Zeichentrickfilm Schneewittchen und die sieben Zwerge in den USA Premiere.
- 1955: Im Wiener Apollo Kino erfolgt die Uraufführung des Films Sissi von Ernst Marischka mit Romy Schneider und Karlheinz Böhm.
- 1960: Ornette Coleman spielt mit einem Doppel-Quartett das Album Free Jazz: A Collective Improvisation ein, nach dem eine Richtung des Jazz den Namen Free Jazz erhält.

1968: Besetzungszettel der Uraufführung der Globolinks

- 1968: An der Hamburger Staatsoper erfolgt die Uraufführung der Science-Fiction-Oper Hilfe, Hilfe, die Globolinks von Gian Carlo Menotti, sie wird sofort ein Erfolg.
- 1968: In Rom wird Sergio Leones Western Spiel mir das Lied vom Tod uraufgeführt.
- 2012: Die lange Zählung des Maya-Kalenders, die seit dem 11. August 3114 v. Chr. läuft, endet.

### Gesellschaft
- 1892: Die Deutsche Friedensgesellschaft wird von Bertha von Suttner und Alfred Hermann Fried als eine politisch unabhängige Vereinigung gegründet.
- 1959: Irans Schah Mohammad Reza Pahlavi heiratet die Studentin Farah Diba.
- 2005: Unter den homosexuellen Paaren, die am erstmöglichen Tag in Großbritannien eine Eingetragene Partnerschaft eingehen, befindet sich Popstar Elton John mit seinem Partner David Furnish.

### Religion
- 0401: Papst Innozenz I., tritt sein Amt als Nachfolger seines Vaters Anastasius I. an.
- 1124: Papst Honorius II. übernimmt die Amtsgeschäfte als Kirchenoberhaupt.
- 1911: In Moskau wird die Kirche der Unbefleckten Empfängnis, bis heute das größte katholische Gotteshaus in ganz Russland, geweiht.

### Katastrophen
- 1910: Bei einer Explosion in einem Bergwerk, dem Pretoria Pit Disaster, sterben im englischen Westhoughton 344 Bergleute.
- 1988: Nach einer Bombenexplosion an Bord von Pan-American-Flug 103 stürzt eine Boeing 747 über Lockerbie in Schottland ab, wobei alle 259 Menschen an Bord sowie 11 Einwohner von Lockerbie ums Leben kommen. Am 16. August 2003 übernimmt Libyen die Verantwortung für diesen Terroranschlag und hat bisher 2,7 Milliarden US-Dollar an die Hinterbliebenen (und deren Anwälte) gezahlt.

Kleinere Unglücksfälle sind in den Unterartikeln von Katastrophe und in der Liste von Katastrophen aufgeführt.

### Natur und Umwelt

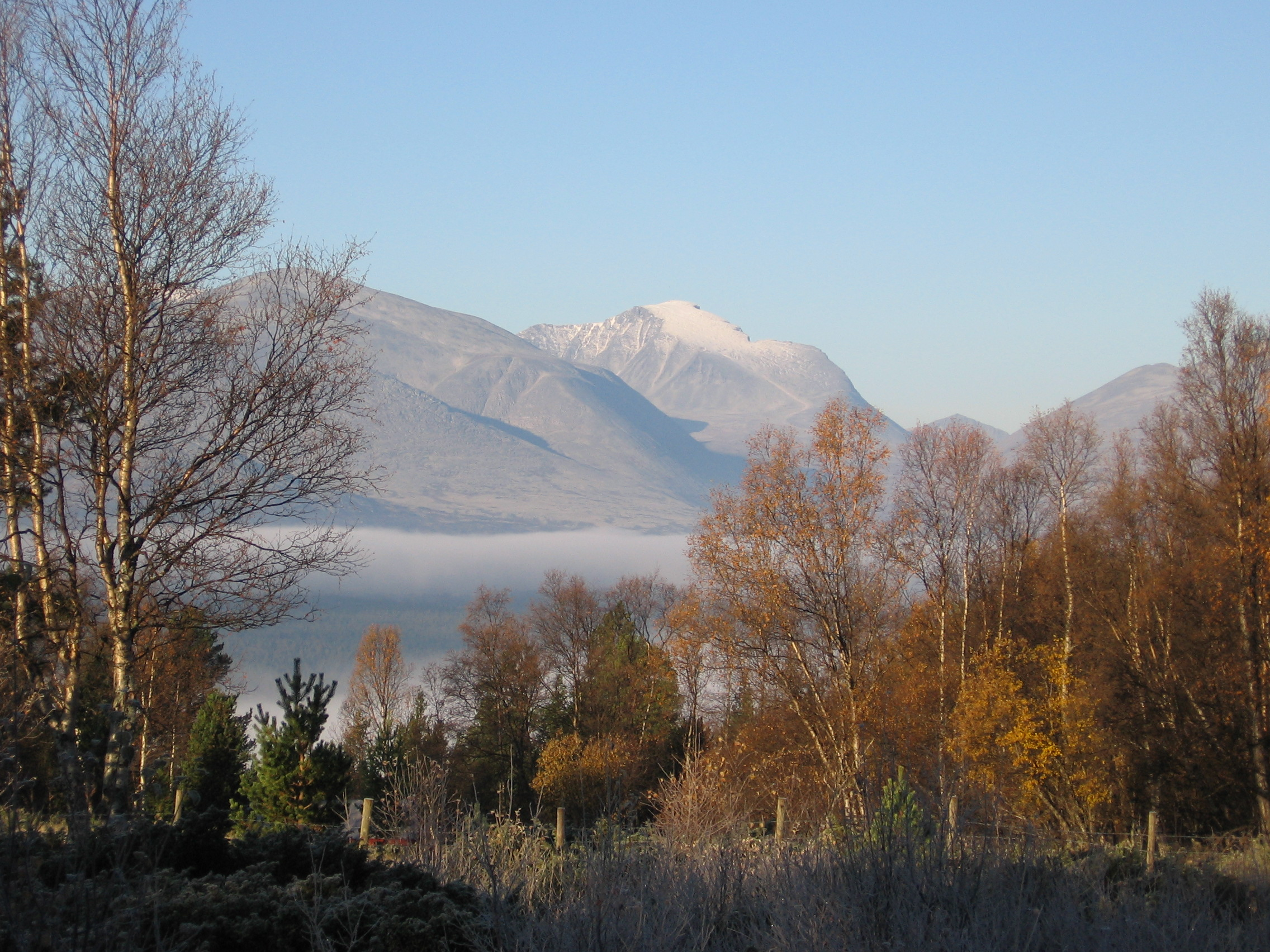
1962: Rondane-Nationalpark

- 1962: Norwegen bekommt seinen ersten Nationalpark, den Rondane-Nationalpark.
- 1971: Der Munzur-Vadisi-Nationalpark in Ostanatolien wird zum Nationalpark erklärt.

### Sport
- 1904: In Paris wird der Motorradweltverband, die Fédération Internationale de Motocyclisme, gegründet.
- 1919: Der polnische Fußballverband (Polski Związek Piłki Nożnej (PZPN)) wird in Warschau gegründet.
- 1976: Durch ein 0:0 im Rückspiel gegen Cruzeiro Belo Horizonte nach einem 2:0-Sieg im Hinspiel gewinnt der FC Bayern München als erster deutscher Fußballverein den Weltpokal.
- 1997: Die brasilianische Fußballnationalmannschaft gewinnt die dritte Ausgabe des Confederations Cup, indem sie im Finale die australische Fußballnationalmannschaft mit 6:0 besiegt.
- 1998: Österreichs Herren feierten im Super-G in Innsbruck einen in der Weltcuphistorie des Ski Alpin einmaligen Neunfach-Sieg.

Einträge von Leichtathletik-Weltrekorden befinden sich unter der jeweiligen Disziplin unter Leichtathletik.

## Geboren

### Vor dem 18. Jahrhundert
- 1118: Thomas Becket, englischer Lordkanzler und Erzbischof
- 1336: Balthasar von Thüringen und Meißen, Markgraf von Meißen, Landgraf von Thüringen
- 1401: Masaccio, italienischer Maler
- 1468: William Conyers, 1. Baron Conyers, nordenglischer Adeliger
- 1500: Caspar Huberinus, deutscher lutherischer Theologe und Reformator
- 1505: Thomas Wriothesley, 1. Earl of Southampton, englischer Adeliger
- 1508: Thomas Naogeorg, deutscher Theologe und Schriftsteller
- 1511: Erasmus Ebner, deutscher Diplomat, Gelehrter und Staatsmann
- 1541: Thomas Schweicker, armloser Kunstschreiber
- 1542: Thomas Allen, englischer Mathematiker und Astrologe
- 1550: Ägidius Hunnius der Ältere, deutscher Theologe
- 1556: Christian Friis, dänischer Staatsmann
- 1580: Johann George Besold, deutscher Jurist und Privatrechtler
- 1616: Pietro Andrea Ziani, italienischer Organist und Komponist
- 1650: Vitus Seipel,  deutscher Prämonstratenser, Abt, Weihbischof und Generalvikar
- 1651: Dimitri Tuptalo, russischer Metropolit
- 1656: Thomas Franz von Savoyen, Fürst von Carignan und Graf von Soissons
- 1672: Benjamin Schmolck, deutscher Kirchenliederdichter
- 1672: Johann Christoph Schwedler, deutscher Theologe und Kirchenliederdichter
- 1682: Jack Rackham, englischer Piratenkapitän
- 1684: Ippolito Desideri, italienischer Jesuit
- 1694: Ernst Gottlieb von Attems, Bischof von Laibach
- 1696: Johann Thomas von Quentel, Priester und Domherr in Köln
- 1698: Pjotr Semjonowitsch Saltykow, russischer Generalfeldmarschall

### 18. Jahrhundert
- 1715: Gottlob Curt Heinrich von Tottleben, sächsischer Abenteurer und russischer General
- 1722: Thomas Jenkins, britischer Maler, Kunstsammler, Antikenhändler und Bankier
- 1725: Hans Joachim Bernet, Bürgermeister von St. Gallen
- 1728: Hermann Friedrich Raupach, deutscher Komponist
- 1734: Manuel do Nascimento, portugiesischer Lyriker und Ordensmann
- 1744: Anne Vallayer-Coster, französische Malerin
- 1748: Ludwig Hölty, deutscher volkstümlicher Dichter
- 1750: Johann Theodor Stockmar, deutscher Münzeisenschneider, Münzwardein und Münzmeister
- 1751: Konrad Wilhelm Ledderhose, deutscher Jurist
- 1753: Maximilian Thomas von Aicher, bayerischer Offizier
- 1758: Jean Baptiste Eblé, französischer General und Kriegsminister des Königreichs Westphalen
- 1762: Friedrich Karl Gottlob Hirsching, deutscher Universalgelehrter und Lexikograf
- 1764: John Parker Boyd, US-amerikanischer Söldner und General
- 1766: Juliane Giovane, deutsche Schriftstellerin und Hofdame
- 1767: Christian Jakob Salice-Contessa, schlesischer Kommunalpolitiker und Schriftsteller der Romantik
- 1773: Robert Brown, schottischer Botaniker
- 1783: Charles Cathcart, 2. Earl Cathcart, britischer General
- 1787: Thomas Graf, deutscher katholischer Geistlicher
- 1789: Peter Überbacher, österreichischer Orgelbauer
- 1795: Leopold von Ranke, deutscher Historiker
- 1799: David Don, britischer Botaniker
- 1800: Luise von Sachsen-Gotha-Altenburg, Herzogin von Sachsen-Coburg-Saalfeld, Mutter des britischen Prinzgemahls Albert von Sachsen-Coburg und Gotha

### 19. Jahrhundert

#### 1801–1850
- 1804: Benjamin Disraeli, britischer Staatsmann und Romanschriftsteller, Premierminister
- 1805: Thomas Graham, britischer Chemiker
- 1810: Johann Christian Konrad von Hofmann, deutscher protestantischer Theologe
- 1813: Philipp Galen, deutscher Schriftsteller und Arzt
- 1814: Eduard von Bach, österreichischer Politiker
- 1815: Christian Friedrich Budenberg, deutscher Unternehmer
- 1815: Thomas Couture, französischer Maler
- 1818: Amalie von Oldenburg, Herzogin von Oldenburg, Prinzessin von Bayern und Königin von Griechenland
- 1820: Heungseon Daewongun, Regent des koreanischen Königreiches Joseon
- 1820: Tomás Martínez Guerrero, Präsident von Nicaragua

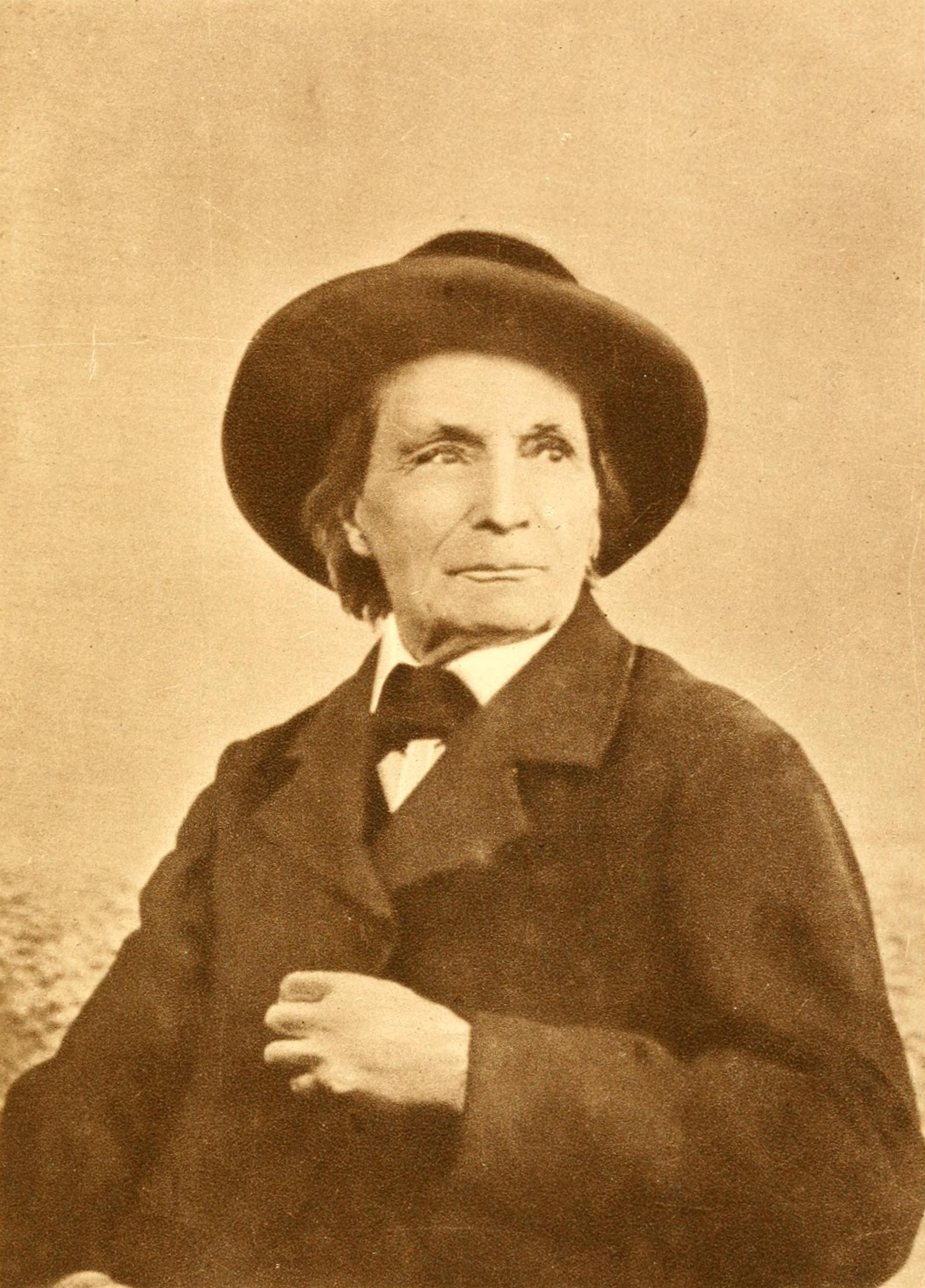
Jean-Henri Fabre (* 1823)

- 1823: Jean-Henri Fabre, französischer Entomologe, Dichter und Schriftsteller, gilt als ein Wegbereiter der Verhaltensforschung und Ökophysiologie
- 1824: Jenny Bürde-Ney, deutsche Sängerin
- 1826: Tomás León, mexikanischer Komponist und Pianist
- 1829ː Laura Bridgman, taubblinde US-Amerikanerin
- 1830: Bartolomé Masó, kubanischer Freiheitskämpfer

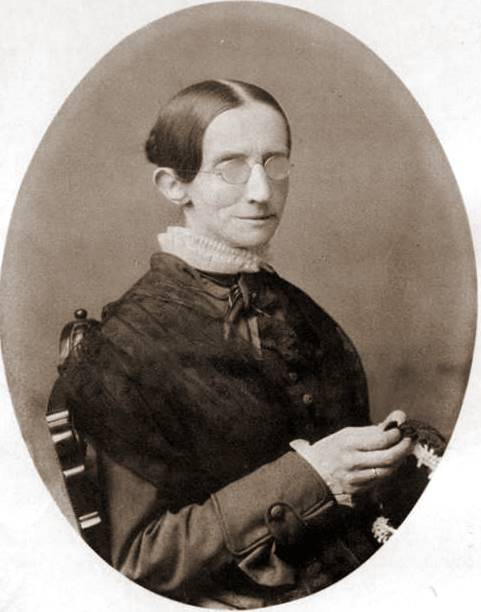
Laura Bridgman (* 1829)

- 1833: Walther Franz Georg Bronsart von Schellendorff, preußischer General und Kriegsminister
- 1834: Adolf von Sonnenthal, österreichisch-ungarischer Schauspieler
- 1836: Ernst Camerer, deutscher Rechtsanwalt und Vereinsfunktionär
- 1836: Auguste Chantre, Schweizer evangelischer Geistlicher und Hochschullehrer
- 1836: Berta Lungstras, Gründerin des ersten evangelischen Frauenhauses in Bonn (1873)
- 1838: Wilhelm Maurenbrecher, deutscher Reformationshistoriker
- 1843: Charles Phelps Taft, US-amerikanischer Politiker, Mitglied des Repräsentantenhauses
- 1844ː Alma Hütter-Krause, deutsche Opernsängerin (Sopran)
- 1846: Hermann Ahlwardt, deutscher Volksschullehrer und antisemitischer Agitator
- 1846: Ferdinand Gustav Hans von Arnim, preußischer General, MdL
- 1847: John Rouse Merriott Chard, britischer Offizier, kommandierte die britischen Truppen bei Rorke’s Drift
- 1848: Jakob Hillier, rumäniendeutscher Komponist, Kirchenmusiker und Musikpädagoge
- 1850: Lluís Domènech i Montaner, katalanischer Architekt und Politiker
- 1850: Zdeněk Fibich, tschechischer Komponist
- 1850: Hendrik Barend Greven, niederländischer Wirtschaftswissenschaftler und Statistiker
- 1850: Francesco Ragonesi, vatikanischer Diplomat und Kurienkardinal

#### 1851–1900

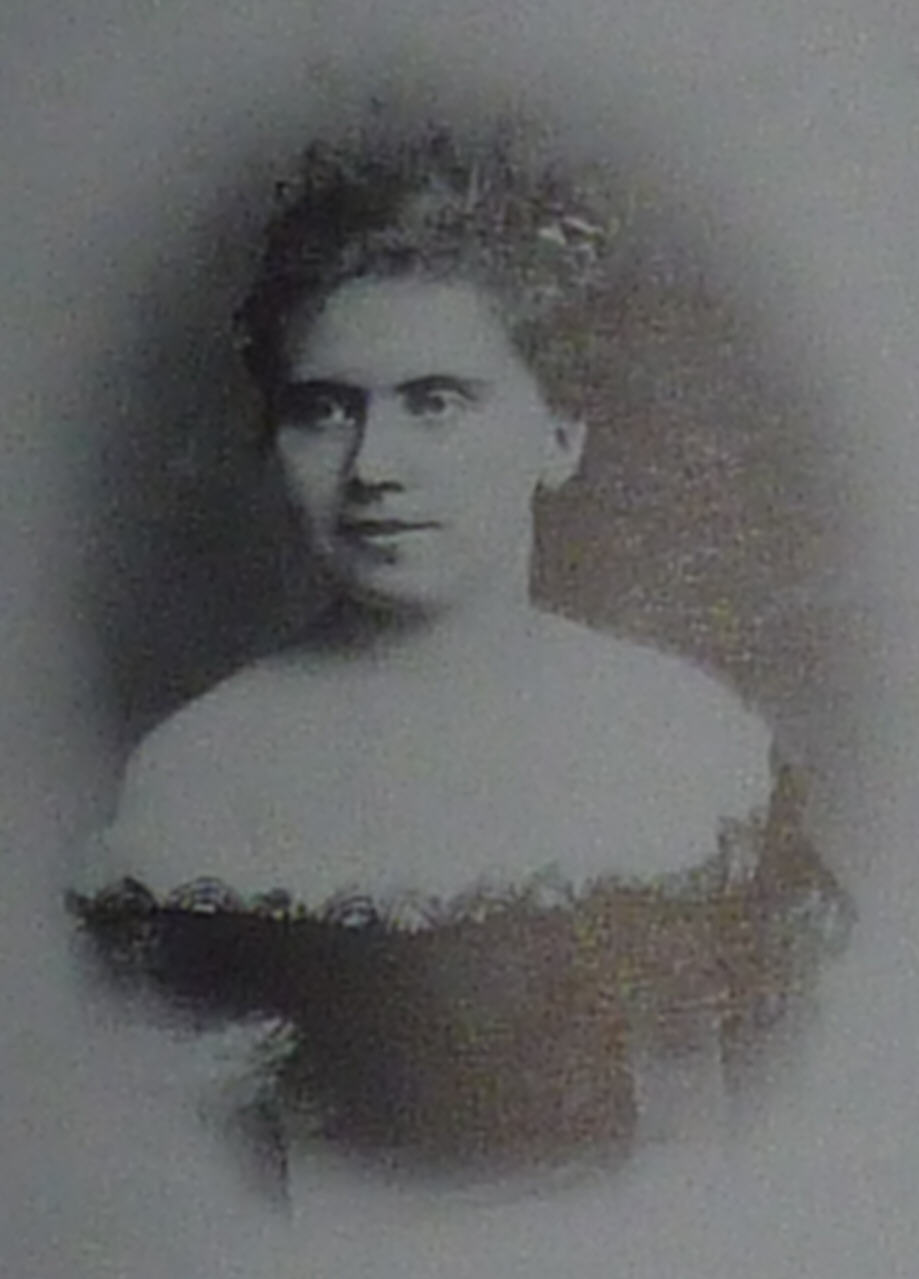
Isolde Kurz (* 1853)

- 1853: Isolde Kurz, deutsche Schriftstellerin, Lyrikerin und Übersetzerín
- 1856: Giulio del Torre, italienischer Maler
- 1857: Marko Smoler, sorbischer Verleger und Redakteur
- 1858: Eugenie Bandell, deutsche Malerin
- 1861: Karl August Lingner, deutscher Unternehmer und Philanthrop
- 1865: Georg Deycke, deutscher Arzt

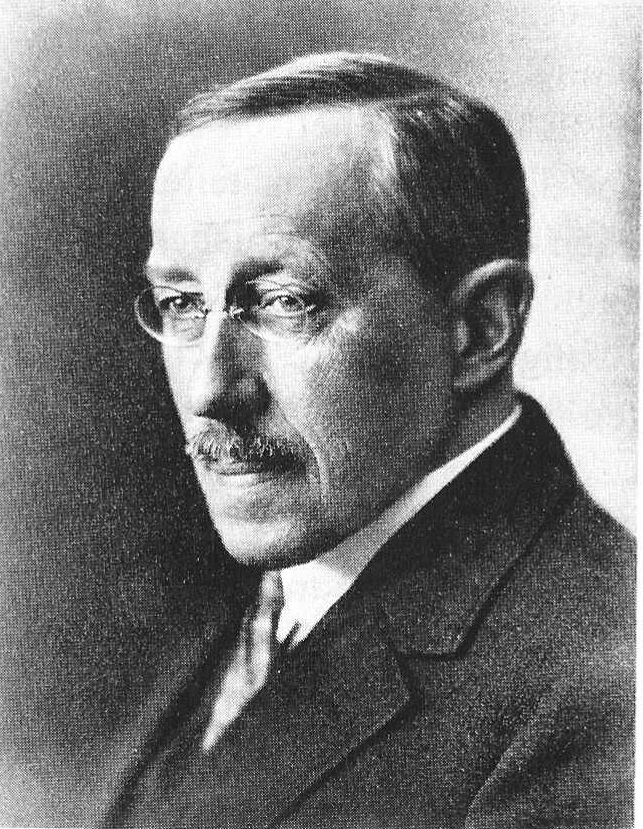
Rudolf von Tavel (* 1866)

- 1866: Maud Gonne, irische Revolutionärin
- 1866: Rudolf von Tavel, Schweizer Journalist und Buchautor
- 1867: Albert Trautmann, deutscher Apotheker, Heimatforscher und Schriftsteller
- 1868: Rudolf Abel, deutscher Bakteriologe
- 1868: Hans Wacker, deutscher Maler
- 1869: Hedwig Blesi, Schweizer Erzieherin und Mundartschriftstellerin
- 1869: Ida May Schottenfels, US-amerikanische Mathematikerin
- 1871: Charles Galloway, US-amerikanischer Komponist
- 1873: Blagoje Bersa, kroatischer Komponist
- 1873: Josip Ipavec, slowenischer Komponist
- 1873: Marc Peter, Schweizer Jurist, Politiker, Diplomat und Heimatforscher
- 1873ː Josefine Winter, österreichische Komponistin, Malerin, Schriftstellerin
- 1874: Tadeusz Boy-Żeleński, polnischer Dichter und literarischer Übersetzer
- 1875: Thomas Schneider, deutscher Automobilist, einer der ersten Autofahrer in Baden
- 1876: Karl Mensing, deutscher Jurist
- 1878: Jan Łukasiewicz, polnischer Philosoph, Mathematiker und Logiker
- 1878: Hugo Peitsch, deutscher Kunstturner
- 1881: Mario Mascagni, italienischer Komponist und Dirigent. Cousin von Pietro Mascagni
- 1884: Camillo Ugi, deutscher Fußballspieler
- 1885: Erich Friderici, deutscher General
- 1885: Hermann Heimerich, deutscher Jurist und Politiker, Oberbürgermeister von Mannheim
- 1886: Fritz Baumgarten, deutscher Fußballspieler
- 1886: Hermann Kees, deutscher Ägyptologe
- 1886: Frank Neil, australischer Theaterunternehmer
- 1888: Frederick Antal, ungarisch-britischer Kunsthistoriker
- 1888: Gustave De Mulder, belgischer Ruderer
- 1889: Willi Max Scheid, deutscher Architekt, Gebrauchsgrafiker und Hochschullehrer
- 1889: Sewall Wright, US-amerikanischer Biologe und Genetiker
- 1890: Hermann Joseph Muller, US-amerikanischer Biologe und Genetiker, Nobelpreisträger
- 1890: Mikalaj Aladau, weißrussischer Komponist
- 1891: Philipp Etter, Schweizer Politiker, Bundesrat, Innenminister, Bundespräsident
- 1891: Wsewolod Saderazki, ukrainisch-russischer Komponist und Pianist
- 1891: Walter Schmidt, deutscher Geistlicher, Stammapostel der Neuapostolischen Kirche

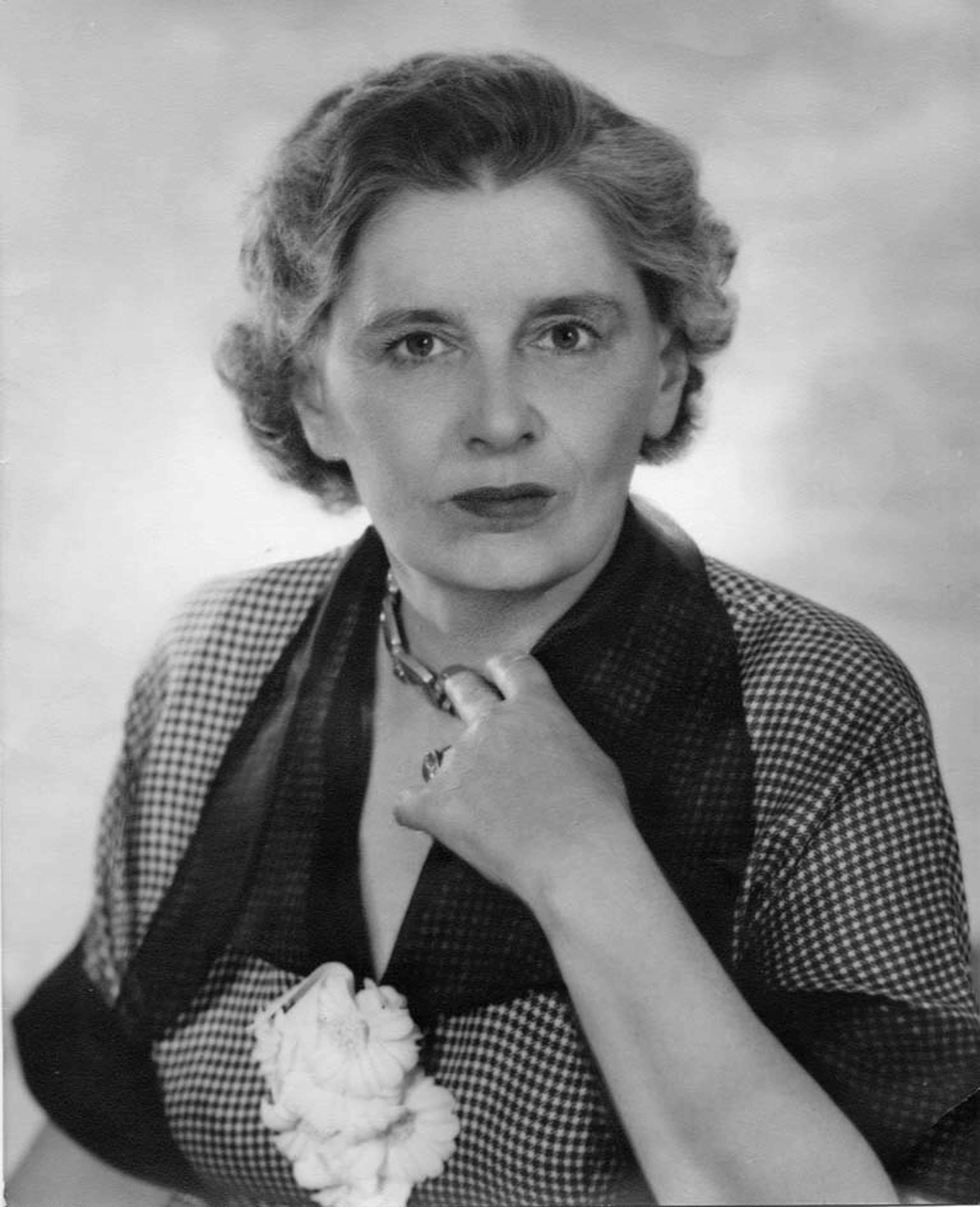
Rebecca West (* 1892)

- 1892: Rebecca West, britische Schriftstellerin und Journalistin
- 1893: Anton Dietzenschmidt, deutscher Dramatiker
- 1894: Walter Hahm, deutscher General
- 1895: Hermann Stopperich, deutscher Politiker, MdB
- 1895: Jakob Ummel, Schweizer Jodler und Komponist von Jodelliedern
- 1896: Leroy Robertson, US-amerikanischer Komponist
- 1896: Konstantin Konstantinowitsch Rokossowski, sowjetischer Offizier, Marschall der Sowjetunion und Polens, polnischer Verteidigungsminister
- 1898: Marta Linz, ungarisch-deutsche Musikerin, Dirigentin und Komponistin
- 1898: Helmut Stellrecht, deutscher Politiker und Schriftsteller, MdR
- 1899: Gilbert Colgate, US-amerikanischer Bobsportler und Unternehmer
- 1900: Immanuel Baumann, bessarabiendeutscher Geistlicher
- 1900: Marinus van der Goes van Naters, niederländischer Politiker, MdEP
- 1900: Oda Schaefer, deutsche Schriftstellerin, Lyrikerin und Journalistin

### 20. Jahrhundert

#### 1901–1925

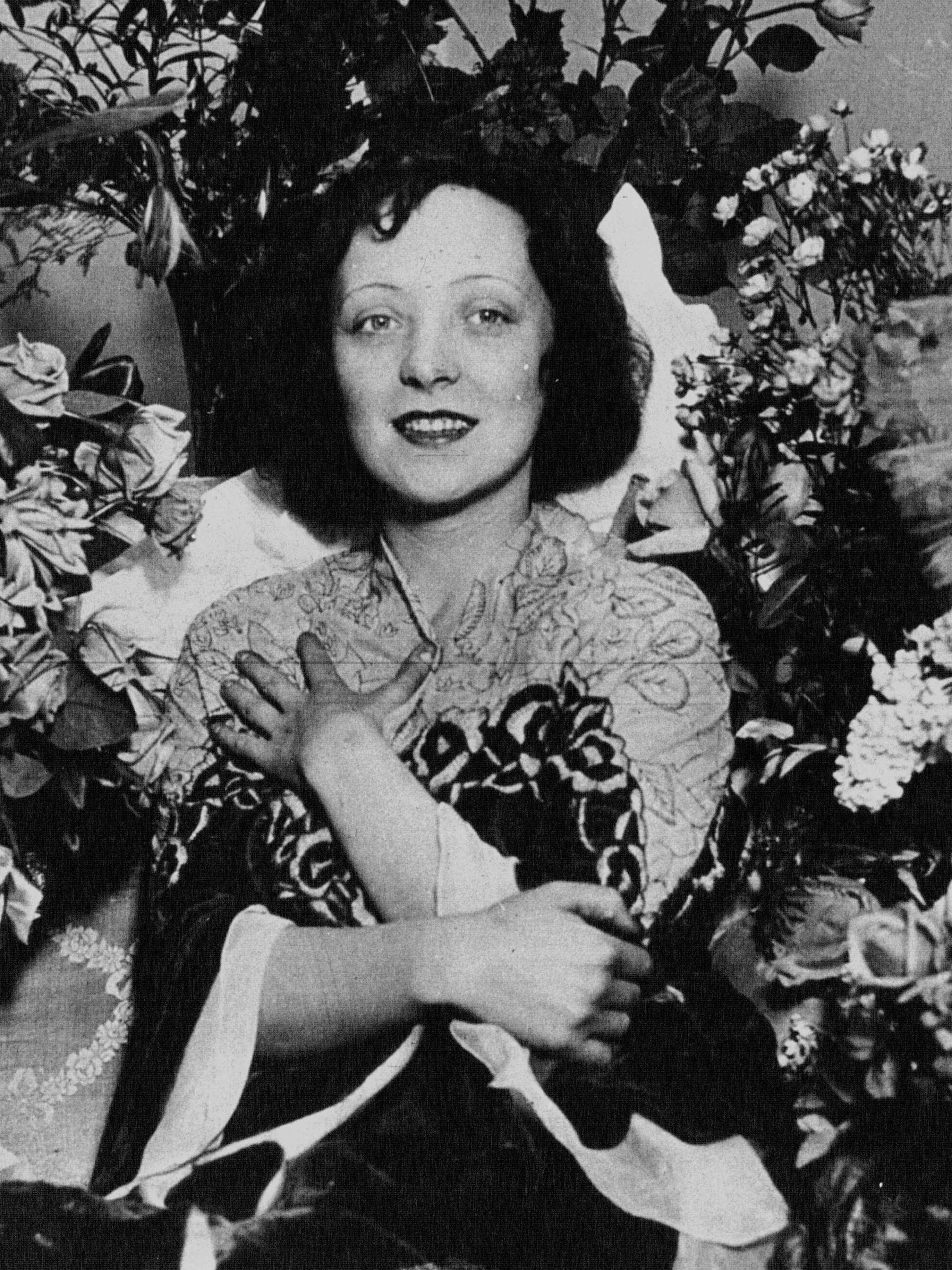
Anny Ahlers (* 1902)

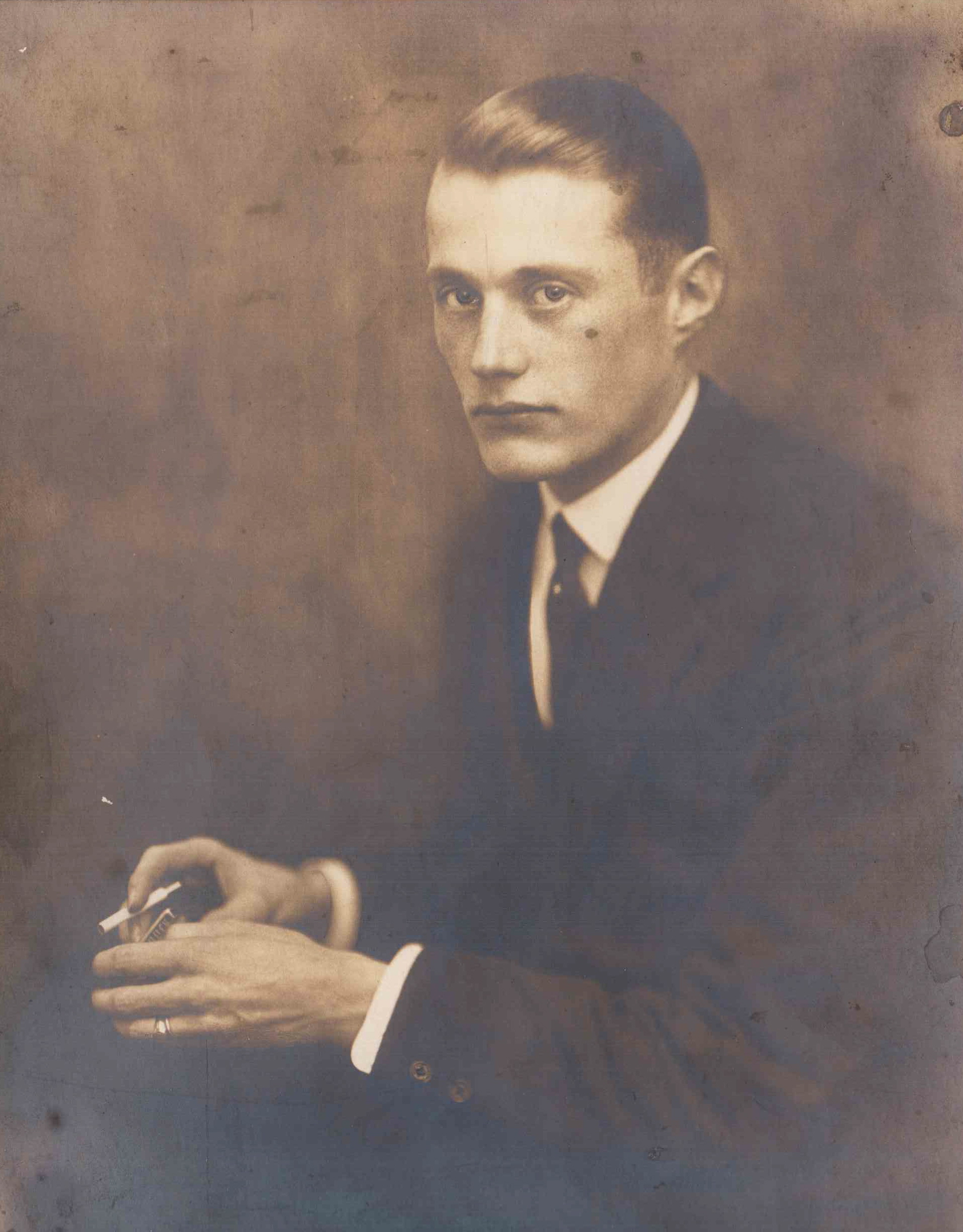
Ulrich-Wilhelm Graf Schwerin von Schwanenfeld (* 1902)

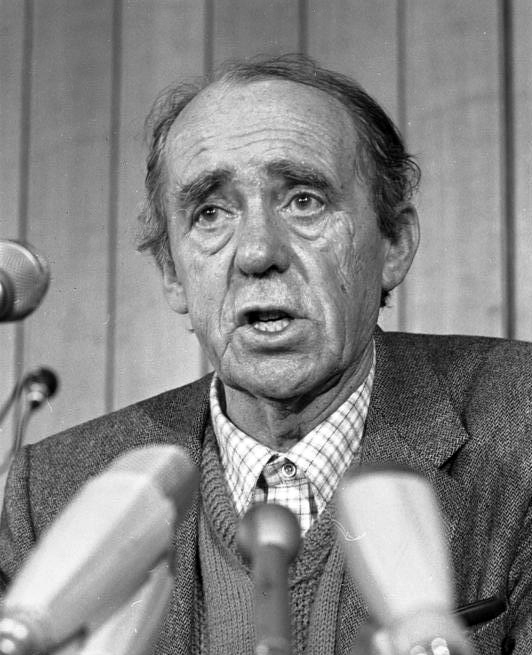
Heinrich Böll (* 1917)

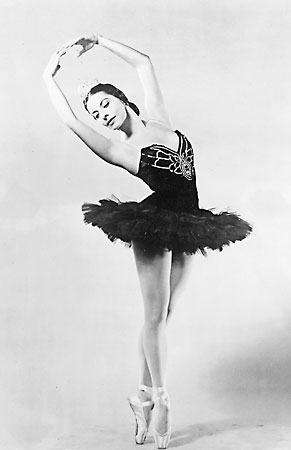
Alicia Alonso (* 1920)

- 1902: Anny Ahlers, deutsche Sängerin und Schauspielerin
- 1902: Ulrich Wilhelm Graf Schwerin von Schwanenfeld, deutscher Offizier und Widerstandskämpfer
- 1902: Ewald Sprave, deutscher Lokalpolitiker, Bürgermeister von Dortmund
- 1902: Peetie Wheatstraw, US-amerikanischer Blues-Musiker
- 1903: Hildegard Jacoby, deutsche Widerstandskämpferin gegen den Nationalsozialismus
- 1904: Jean René Bazaine, französischer Maler
- 1904: Claire Préaux, belgische Altphilologin und Althistorikerin
- 1904: Erling Sivertsen, norwegischer Karzinologe und Zoologe
- 1905: Bernhard Ahrens, deutscher Politiker, MdL
- 1905: Harry Revel, britisch-US-amerikanischer Komponist und Pianist
- 1906: Georg Knepler, österreichischer Musikwissenschaftler
- 1908: Grigor Eghiazarian, armenischer Komponist
- 1909: Erich Arp, deutscher Politiker, MdL, Landesminister
- 1909: George Wildman Ball, US-amerikanischer Jurist, Politiker und Diplomat
- 1909: Erik Haps, belgischer Motorradrennfahrer
- 1909: Hermann Heemsoth, deutscher Schachspieler
- 1909: Pi Scheffer, niederländischer Komponist und Dirigent
- 1910: Rosa Bouglione, französische Zirkusartistin, Löwendompteurin
- 1910: Julius Chajes, US-amerikanischer Pianist und Komponist österreichischer Herkunft
- 1911: Junie Astor, französische Schauspielerin
- 1911: Paul Burkhard, Schweizer Komponist
- 1911: Yves Godard, französischer Offizier
- 1912: Walter Krause, deutscher Politiker, MdL, Landesminister
- 1913: Rudolf Aschenauer, deutscher Jurist
- 1913: Heinz Conrads, österreichischer Schauspieler
- 1913: Andor Foldes, US-amerikanischer Pianist

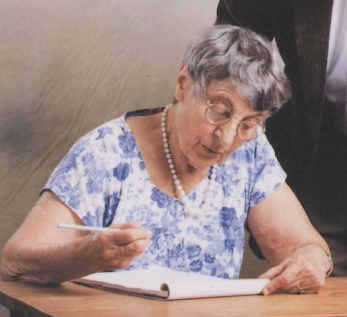
Cécile DeWitt-Morette (* 1922)

- 1917: Diana Athill, britische Autorin
- 1917: Heinrich Böll, deutscher Schriftsteller und Übersetzer, Nobelpreisträger
- 1917: Ivor Dean, britischer Schauspieler
- 1917: Alexandra Wiktorowna Machrowskaja, russische Architektin
- 1918: Kurt Waldheim, österreichischer Diplomat und Politiker, Außenminister, UN-Generalsekretär, Bundespräsident
- 1919: Ivan Blatný, tschechischer Dichter und Schriftsteller
- 1919: Gerd Semmer, deutscher Lyriker, Feuilletonist und Übersetzer
- 1919: Ove Sprogøe, dänischer Schauspieler
- 1920: Alicia Alonso, kubanische Primaballerina, Ballettdirektorin und Choreografin
- 1920: Gaston-Armand Amaudruz, Schweizer Publizist
- 1920: Rudolf Bieri, Schweizer Jurist und Staatsbeamter
- 1920ː Iris Critchell, US-amerikanische Fliegerin und Schwimmerin
- 1920: Adele Goldstine, US-amerikanische Mathematikerin und Programmiererin
- 1921: Heinrich Adameck, deutscher Politiker und Parteifunktionär, Mitglied des ZK der SED
- 1921: Karl-Günther Bechem, deutscher Autorennfahrer
- 1921: Paul Falk, deutscher Eiskunstläufer
- 1921: Ogawa Kunio, japanischer Schriftsteller
- 1921: Edith H. Luchins, US-amerikanische Mathematikerin und Gestaltpsychologin
- 1921: Augusto Monterroso, guatemaltekischer Schriftsteller und Diplomat
- 1922: Cécile DeWitt-Morette, französische Physikerin
- 1924: Aapo Perko, finnischer Kugelstoßer
- 1924: Walter Rosenwald, deutscher Ministerialbeamter, Militärhistoriker und Ordenskundler
- 1925: Olga Alexandrowna Arossewa, russische Schauspielerin
- 1925: Billy Emerson, US-amerikanischer Keyboard-Spieler
- 1925: Otto Schlecht, deutscher Staatssekretär

#### 1926–1950
- 1926: James B. Adams, US-amerikanischer Regierungsbeamter
- 1926: Herbert Ehrenberg, deutscher Politiker, MdB, Bundesminister
- 1926: Freddie Hart, US-amerikanischer Musiker
- 1926: Joachim Hiehle, deutscher Jurist und beamteter Staatssekretär
- 1926: Lilli Nielsen, dänische Psychologin, befasste sich mit Sehgeschädigtenpädagogik
- 1927: Hanns Schuschnig, deutscher Regisseur, Übersetzer und Schauspieler
- 1928: Godfrey Kelly, bahamaischer Regattasegler und Politiker
- 1930: Adebayo Adedeji, nigerianischer Politiker, Minister
- 1930: Clemens Kremer, deutscher Komponist
- 1930ː Pilvi Ojamaa, estnische Glaskünstlerin und Designerin
- 1930: Wolfgang Pietzsch, deutscher Schachspieler
- 1930: Kalevi Sorsa, finnischer Politiker, Premierminister, Außenminister
- 1931: Julia Gschnitzer, österreichische Schauspielerin
- 1931: Redha Malek, algerischer Politiker, Minister, Premierminister
- 1931: Tadeusz Styczeń, polnischer Theologe
- 1932: U. R. Ananthamurthy, indischer Schriftsteller
- 1932: Hermann Appel, deutscher Ingenieur
- 1932: Hinrich Lehmann-Grube, deutscher Kommunalpolitiker, Oberbürgermeister von Leipzig
- 1932: Ilja Zeljenka, slowakischer Komponist
- 1934: Hank Crawford, US-amerikanischer Alt-Saxophonist
- 1934: Giuseppina Leone, italienische Leichtathletin, Olympiamedaillengewinnerin
- 1935: John G. Avildsen, US-amerikanischer Filmregisseur
- 1935: Lorenzo Bandini, italienischer Autorennfahrer
- 1935: Günter Jäger, deutscher Fußballspieler
- 1936: Éric Gaudibert, schweizerischer Komponist und Musikpädagoge
- 1936: Hershel W. Gober, US-amerikanischer Politiker, Kriegsveteranenminister
- 1936: John Webb, britischer Geher
- 1937: Jane Fonda, US-amerikanische Filmschauspielerin
- 1937: David Levy, israelischer Politiker, mehrfacher Minister
- 1937: Czesława Stopka, polnische Skilangläuferin
- 1938: Luise Deschauer, deutsche Schauspielerin
- 1938: Felix Huby, deutscher Drehbuchautor
- 1939: Wjatscheslaw Nagowizyn, russischer Komponist

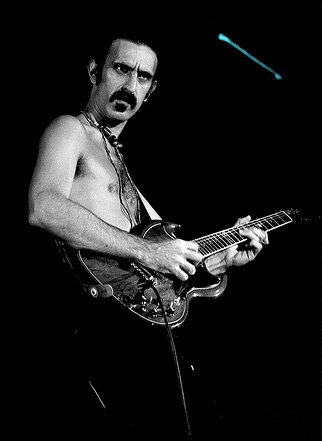
Frank Zappa (* 1940)

- 1940: Frank Zappa, US-amerikanischer Musiker und Komponist
- 1941: Karen Gloy, deutsche Philosophin
- 1941: Klaus-Jürgen Hedrich, deutscher Politiker, MdB
- 1941: John Hicks, US-amerikanischer Jazzpianist
- 1941: Christine Spielberg, deutsche Leichtathletin
- 1942: Jürgen Billmann, deutscher Fußballspieler
- 1942: Uwe Dick, deutscher Schriftsteller
- 1942: Hu Jintao, chinesischer Politiker, Staatspräsident
- 1942: Reinhard Mey, deutscher Liedermacher
- 1942: Peter Propping, deutscher Humangenetiker
- 1942: Manfred Such, deutscher Politiker, MdB
- 1942: Carla Thomas, US-amerikanische Soul-Sängerin
- 1942: Wolfgang Weng, deutscher Politiker, MdL, MdB
- 1943: Helga Adler, deutsche Frauenpolitikerin
- 1943: Urte Blankenstein, deutsche Schauspielerin
- 1943: Albert Lee, britischer Musiker und Sänger
- 1943: Gwen McCrae, US-amerikanische Soul- und Disco-Sängerin
- 1943: Jack Nance, US-amerikanischer Schauspieler
- 1943: Petra Pascal, deutsche Sängerin
- 1944: Christel Aschmoneit-Lücke, deutsche Politikerin, MdL
- 1944: Werner Busch, deutscher Kunsthistoriker
- 1944: Ulli Lommel, deutscher Schauspieler, Regisseur, Drehbuchautor und Filmproduzent
- 1945: Barb Heinz, deutsche Sportwissenschaftlerin und Handballspielerin
- 1945: Dietmar Mues, deutscher Schauspieler, Sprecher und Schriftsteller
- 1946: Carl Wilson, US-amerikanischer Musiker, Sänger und Songschreiber
- 1947: Christian Bienert, deutscher Hörfunkmoderator
- 1947: Paco de Lucía, spanischer Gitarrist und Großmeister der Flamenco-Gitarre
- 1948: Samuel L. Jackson, US-amerikanischer Schauspieler
- 1948: Werner Klatt, deutscher Ruderer
- 1948: Willi Resetarits, österreichischer Musiker und Menschenrechtsaktivist
- 1948: Raymond Singer, US-amerikanischer Schauspieler und Drehbuchautor
- 1949: Gottfried Böttger, deutscher Pianist
- 1949: Michael Horse, US-amerikanischer Künstler und Schauspieler
- 1949: Thomas Sankara, burkinischer Offizier und Politiker, Minister, Premierminister, Staatspräsident
- 1949: Marilyn Scott, US-amerikanische Jazzsängerin
- 1950: Jeffrey Katzenberg, US-amerikanischer Filmproduzent
- 1950: Thomas Hürlimann, Schweizer Schriftsteller

#### 1951–1975
- 1952: Hani Shaker, ägyptischer Schauspieler und Sänger
- 1953: Scott Colby, US-amerikanischer Gitarrist
- 1953: András Schiff, ungarischer Pianist
- 1953: Betty Wright, US-amerikanische Soul-Sängerin
- 1954: Chris Evert, US-amerikanische Tennisspielerin
- 1955: Jane Kaczmarek, US-amerikanische Schauspielerin
- 1955: Ute Christensen, deutsche Schauspielerin
- 1955: Crock Krumbiegel, deutscher Synchronsprecher
- 1955: Erwin Rüddel, deutscher Politiker
- 1956: Roc LaFortune, kanadischer Schauspieler
- 1956: Peter Marx, deutscher Politiker
- 1956: Lee Roy Parnell, US-amerikanischer Country-Sänger und Songwriter
- 1957: Jürgen Domian, deutscher Moderator
- 1957: Rolf Kanies, deutscher Schauspieler
- 1957: Mary Raftery, irische investigative Journalistin
- 1958: Tamara Bykowa, russische Leichtathletin, Olympiamedaillengewinnerin
- 1958: Rolf Lappert, Schweizer Schriftsteller
- 1958: Ingrid Scheffer, australische Pädiaterin und Neurologin
- 1959: Florence Griffith-Joyner, US-amerikanische Leichtathletin, Olympiasiegerin
- 1959: Philippe A. Kayser, deutscher Musiker
- 1959: Andreas Matti, Schweizer Schauspieler
- 1959: Sergio Rubini, italienischer Schauspieler
- 1959: Michael Spindelegger, österreichischer Politiker, Bundesminister
- 1959: Ingrid Zimmermann, deutsche Fußballspielerin
- 1960: Shuichi Abe, japanischer Politiker
- 1961: Markus Anton Huber, österreichischer Künstler
- 1961: Peter Zagar, slowakischer Komponist, Pianist und Musikpublizist
- 1962ː Zora del Buono, Schweizer Schriftstellerin, Architektin und Journalistin
- 1962: Johanna Rahner, deutsche römisch-katholische Theologin
- 1962: Andreas Bartl, deutscher Medienmanager
- 1963: Stefan Bethäuser, deutscher Fußballspieler
- 1963: Patricia Lips, deutsche Politikerin, MdB
- 1963: Andreas Voßkuhle, deutscher Rechtswissenschaftler, Präsident des Bundesverfassungsgerichts
- 1964: Fabiana Udenio, argentinische Schauspielerin

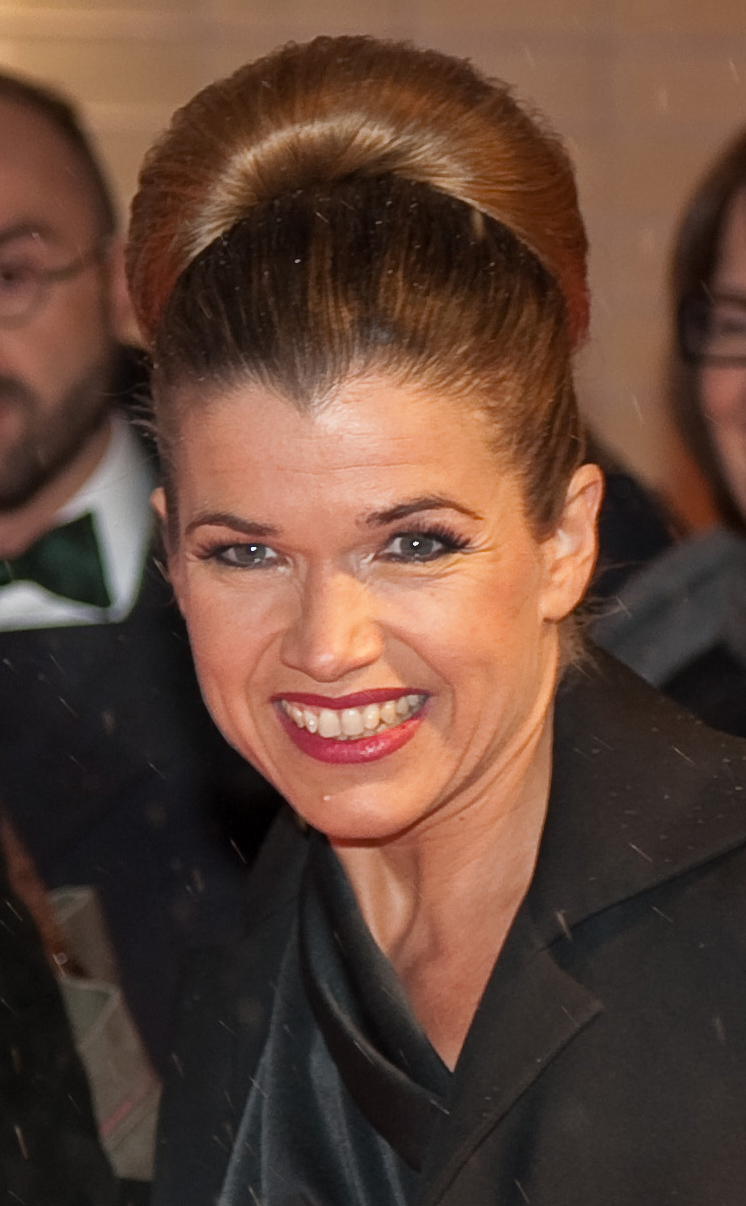
Anke Engelke (* 1965)

- 1965: Anke Engelke, deutsche Komikerin und Schauspielerin
- 1965: Cem Özdemir, deutscher Politiker, MdB, MdEP
- 1965: Jyri Pelkonen, finnischer Nordischer Kombinierer
- 1965: Michael Schenk, deutscher Schauspieler
- 1966: Kiefer Sutherland, kanadischer Schauspieler
- 1967: Oliver Conz, deutscher Jurist, Naturschützer und Politiker, Staatssekretär
- 1967: Micheil Saakaschwili, staatenloser Politiker, Staatspräsident von Georgien
- 1968: Anthony Lynn, US-amerikanischer American-Football-Spieler und -Trainer
- 1969: Julie Delpy, französische Schauspielerin
- 1969: Baal Müller, deutscher Schriftsteller und Publizist
- 1970: Nasser Al-Attiyah, katarischer Sportschütze und Rallyefahrer
- 1970: Stefan Lövgren, schwedischer Handballspieler
- 1971: Carsten Strauch, deutscher Schauspieler, Regisseur und Produzent
- 1971: Harri Ylönen, finnischer Fußballspieler
- 1973: Matías Almeyda, argentinischer Fußballspieler
- 1973: David Bredin, deutscher Schauspieler
- 1975: Christian Graw, deutscher Jurist
- 1975: Ricard Imbernon, andorranischer Fußballspieler
- 1975: Javier Martín Sánchez, andorranischer Fußballspieler

#### 1976–2000
- 1976: José Antogna, argentinischer Bahn- und Straßenradrennfahrer
- 1976: Marlene Morreis, österreichische Schauspielerin

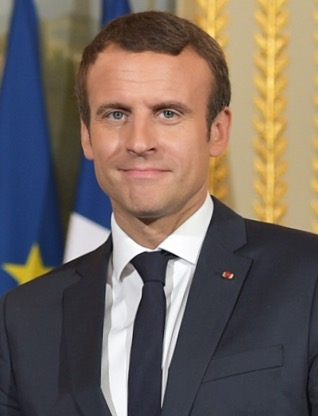
Emmanuel Macron (* 1977)

- 1977: Klodian Duro, albanischer Fußballspieler
- 1977: Emmanuel Macron, französischer Politiker, Minister, Staatspräsident

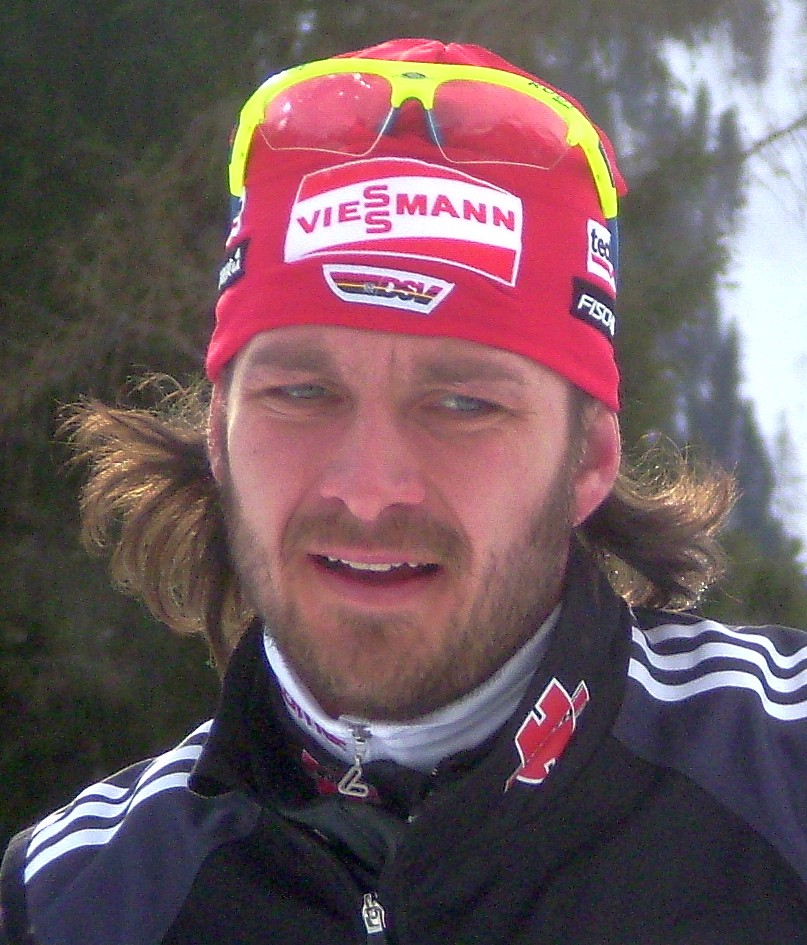
Alexander Wolf (* 1978)

- 1978: Marius Clarén, deutscher Synchronsprecher
- 1978: Alexander Wolf, deutscher Biathlet
- 1979: Obaidulla Karimi, afghanischer Fußballspieler
- 1979: Bert Tischendorf, deutscher Schauspieler
- 1980: Bastien Girod, Schweizer Politiker
- 1980: Ricardo Mello, brasilianischer Tennisspieler
- 1981: Cristian Zaccardo, italienischer Fußballspieler
- 1982: Edwin Carlos Colón, puerto-ricanischer Wrestler
- 1983: Steven Yeun, südkoreanisch-US-amerikanischer Schauspieler
- 1984: Peter Chrappan, slowakischer Fußballspieler
- 1984: Michael McDowell, US-amerikanischer Rennfahrer
- 1984: Myvanwy Ella Penny, deutsch-britische Violinistin
- 1985: Matthew Mbuta, kamerunischer Fußballspieler
- 1986: Adrián Argachá, uruguayischer Fußballspieler
- 1986: Mandy-Marie Mahrenholz, deutsche Schauspielerin
- 1987: Ismail Assad, algerischer Straßenradrennfahrer
- 1987: Rachel Shenton, britische Filmschauspielerin
- 1987: Harald Feuchtmann Perez, chilenischer Handballspieler
- 1987: Lukas Thürauer, österreichischer Fußballspieler
- 1988ː Vea Kaiser, österreichische Schriftstellerin

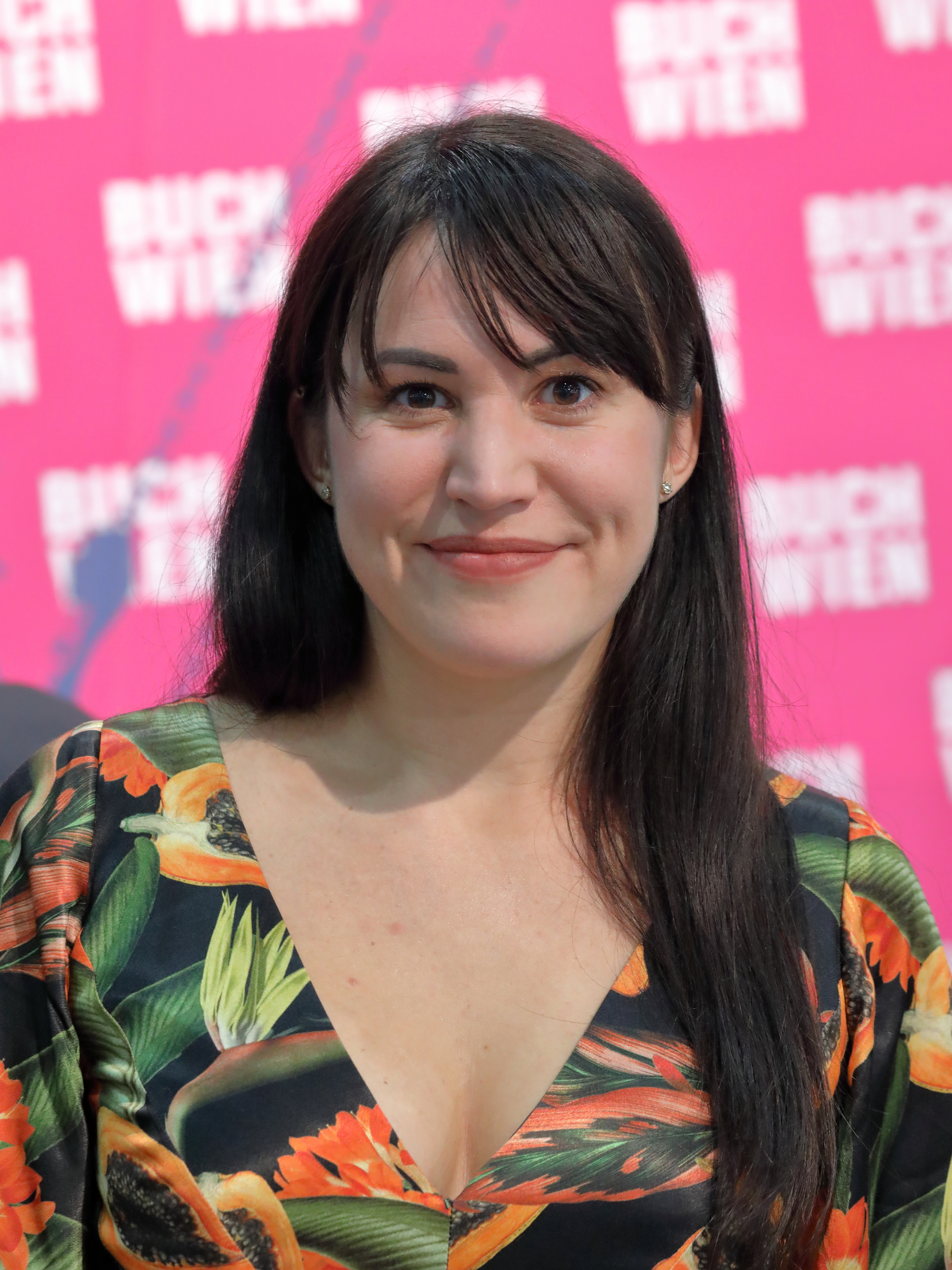
Vea Kaiser (* 1988)

- 1989: Cheikhou Kouyaté, senegalesischer Fußballspieler
- 1989: Shōhei Tochimoto, japanischer Skispringer
- 1989: Leander Vyvey, belgischer Schauspieler und Kitesurfer
- 1989: Otto Wanke, tschechischer Komponist und Dirigent
- 1990: Konstantin Bez, deutscher Schauspieler
- 1990: Jo Coppens, belgischer Fußballspieler
- 1991: Riccardo Saponara, italienischer Fußballspieler
- 1992: Amar Cekić, deutsch-bosnischer Fußballspieler
- 1992: Dale Jennings, englischer Fußballspieler
- 1992: Abu-Bakarr Kargbo, sierra-leonischer Fußballspieler
- 1993: Julie-Anne Staehli, kanadische Leichtathletin
- 1995: Niklas Ehrenholz, deutscher Pokerspieler
- 1996: Kaitlyn Dever, US-amerikanische Schauspielerin
- 1996: Cosima Henman, deutsche Schauspielerin

### 21. Jahrhundert
- 2001: Pratama Arhan, indonesischer Fußballspieler
- 2003: Juri Winkler, deutscher Schauspieler und Synchronsprecher
- 2007: Ingvild Synnøve Midtskogen, norwegische Skispringerin

## Gestorben

### Vor dem 16. Jahrhundert

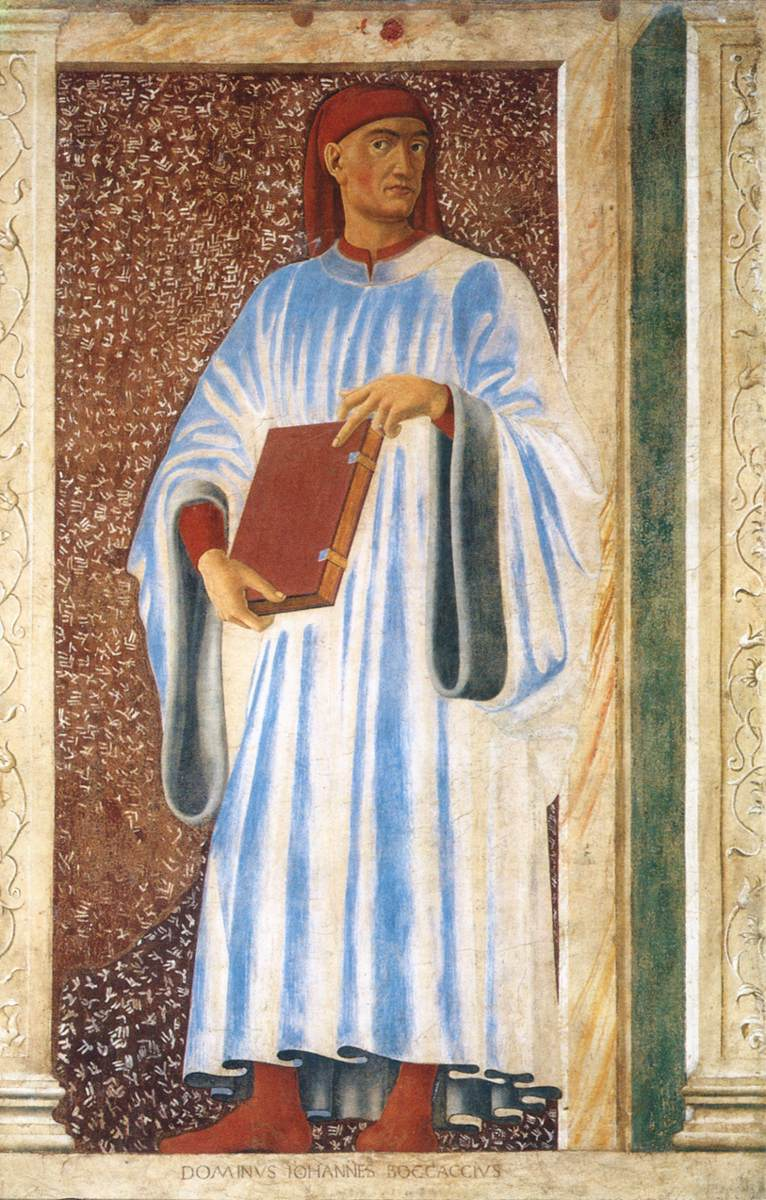
Giovanni Boccaccio († 1375)

- 0069: Gnaeus Caecilius Simplex, römischer Politiker
- 0882: Hinkmar von Reims, Kirchenfürst des Frankenreiches
- 0886: Hildegrim II., Bischof von Halberstadt
- 1001: Hugo der Große, Markgraf von Tuszien
- 1028: Erling Skjalgsson, Herrscher in Sola im Südwesten Norwegens und einer der mächtigsten Männer Norwegens
- 1173: Adolf I., Abt von Werden
- 1195: Wernher, Bischof von Gurk
- 1239: Henry de Trubleville, anglonormannischer Militär und Beamter
- 1282: Jon Raude, Erzbischof von Norwegen
- 1290: Gerhard I., Graf von Holstein-Itzehoe
- 1295: Erich von Brandenburg, Erzbischof von Magdeburg
- 1302: Jean II. d’Harcourt, französischer Ritter, Herr von Harcourt, Baron von Elbeuf, Vizegraf von Châtellerault und Saint-Sauveur
- 1308: Heinrich I., erster Landgraf von Hessen und Begründer des hessischen Fürstenhauses
- 1309: Mechthild von Kleve, Landgräfin von Hessen
- 1332: Dietrich Wolfhauer, Bischof von Lavant
- 1340: Johann das Kind, Herzog von Niederbayern
- 1352: Friedrich I. von Hohenlohe, Fürstbischof von Bamberg
- 1353: Heinrich III. von Virneburg, Erzbischof und Kurfürst von Mainz
- 1362: Konstantin V., König von Armenien
- 1375: Giovanni Boccaccio, italienischer Schriftsteller
- 1391: Engelbert III. von der Mark, Graf von Mark-Altena
- 1422: Engelmar Chrel, Offizial und Generalvikar des Erzbistums Salzburg, Bischof von Chiemsee
- 1446: Louis I. de Bourbon, Graf von Vendôme
- 1500: Lambert von Werle, Abt des Klosters Eldena

### 16. bis 18. Jahrhundert
- 1503: Adam von Podewils, Fürstlich Pommerscher Geheimer Rat, Amtshauptmann in Zanow und Belgard
- 1504: Berthold von Henneberg, Erzbischof von Mainz, Reichserzkanzler und Kurfürst des Heiligen Römischen Reiches, Reichsreformer
- 1536: Robert III. de La Marck, Marschall von Frankreich
- 1549: Margarete von Navarra, Königin von Navarra, Dichterin und Diplomatin
- 1552: Heliodoro de Paiva, portugiesischer Komponist, Philosoph und Theologe
- 1553: Sinan Pascha, Großadmiral der osmanischen Marine
- 1576: Otto IV., Graf von Schaumburg und Holstein-Pinneberg
- 1597: Petrus Canisius, deutscher Theologe und Kirchenlehrer, Gegenreformator
- 1610: Pseudodimitri II., russischer Thronprätendent
- 1610: Katharina Wasa, Prinzessin von Schweden und Gräfin von Ostfriesland
- 1645: Armand de Sillègue d’Athos d’Autevielle, französischer Musketier
- 1660: William Stone, englischer Kolonialgouverneur von Maryland
- 1663: Camillo Astalli, italienischer Kardinal
- 1667: Hans Ernst aus dem Winckel, deutscher Adeliger, Mitglied der „Fruchtbringenden Gesellschaft“
- 1672: Petrus Zander, deutscher evangelisch-lutherischer Geistlicher
- 1705: Christine von Baden-Durlach, Markgräfin von Ansbach sowie Herzogin von Sachsen-Gotha-Altenburg
- 1712: Johann Wenzel Wratislaw von Mitrowitz, böhmischer Kanzler
- 1718: Cai Burchard Graf von Ahlefeldt, Gutsherr der Adligen Güter Bystorp, Gut Eschelsmark, Ornum und Stubbe
- 1726: Friedrich von Hamrath, preußischer Staatsmann
- 1730: Michail Michailowitsch Golizyn, russischer Feldmarschall, Berater Peter I., Oberkommandierender der Russischen Flotte, Gouverneur von Finnland
- 1737: Alessandro Galilei, italienischer Architekt
- 1750: Elisabeth Christine von Braunschweig-Wolfenbüttel, Erzherzogin von Österreich, als Gemahlin von Karl VI. Kaiserin des Heiligen Römischen Reiches
- 1755: Manuel de Sumaya, mexikanischer Komponist
- 1765: Andreas Mitterreither, österreichischer Orgelbauer
- 1765: Josef Stammel, österreichischer Bildhauer
- 1777: Anton Cajetan Adlgasser, deutscher Komponist
- 1780: Christiana Regina Hetzer, erste Hausherrin des Gohliser Schlösschen zu Leipzig
- 1781: Johan Henrik Scheffel, schwedischer Porträt- und  Miniaturmaler

### 19. Jahrhundert
- 1801: Giacomo Maria Brignole, letzter Doge von Genua
- 1811: Johanne Friederike Lohmann, deutsche Schriftstellerin
- 1811: Luise von Brandenburg-Schwedt, Fürstin und Herzogin von Anhalt-Dessau
- 1812: Jean Baptiste Eblé, französischer General und Kriegsminister des Königreichs Westphalen
- 1816: André Amar, französischer Revolutionär
- 1819: Jean Mathieu Philibert Sérurier, Marschall von Frankreich
- 1820: Heungseon Daewongun, Regent des koreanischen Königreiches Joseon
- 1824: James Parkinson, britischer Mediziner
- 1826: Johann Moritz Heinrich Gericke, deutscher Gymnasiallehrer und Rektor
- 1829: Augustin Sulpiz Zen Ruffinen, Bischof von Sitten
- 1832: Johann Friedrich Pierer, deutscher Mediziner und Lexikograf
- 1834: Erduin Julius Koch, deutscher Literaturhistoriker
- 1839: Andreas Dung-Lac, vietnamesischer katholischer Priester, Märtyrer
- 1839: Hans Conrad Finsler, Schweizer Militär und Politiker
- 1840: Johannes Herzog, Schweizer Politiker und Unternehmer
- 1840: Christian Rudolph Wilhelm Wiedemann, deutscher Professor für Geburtshilfe, Naturwissenschaftler und Insektenforscher
- 1844: Sebald Brendel, deutscher Jurist und Hochschullehrer
- 1844: Oluf de Schouboe, norwegischer Jurist und Politiker, Staatsrat, Minister
- 1845: Robert Henry Sale, britischer General
- 1849: Ladislaus von Wrbna-Freudenthal, österreichischer Feldmarschallleutnant
- 1851: Carl Friedrich Rungenhagen, deutscher Komponist und Musikpädagoge
- 1853: Henry Ritter, deutsch-kanadischer Maler der Düsseldorfer Schule
- 1855: Christian Friedrich von Boeckh, badischer Beamter und Politiker, Minister

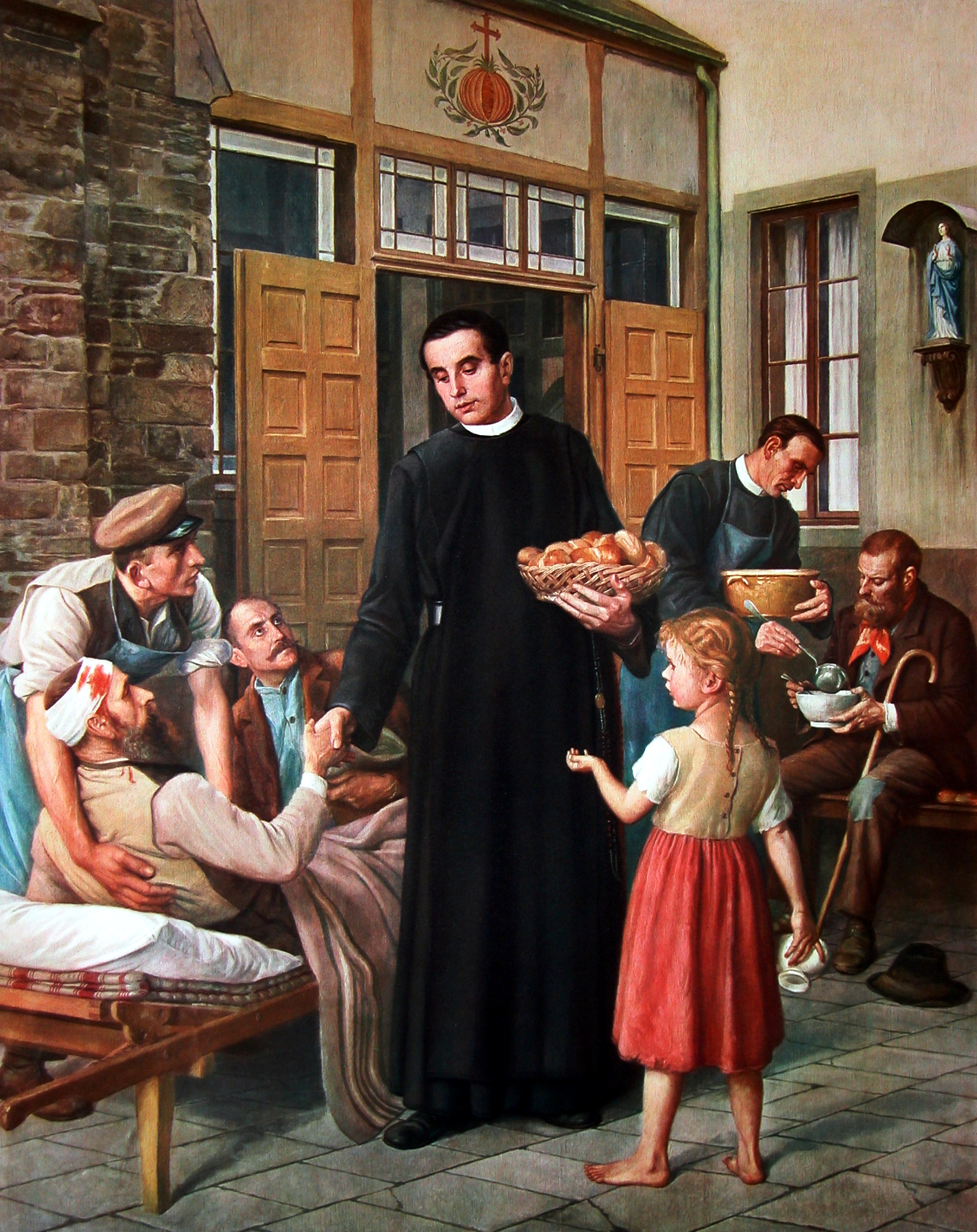
Peter Friedhofen († 1860)
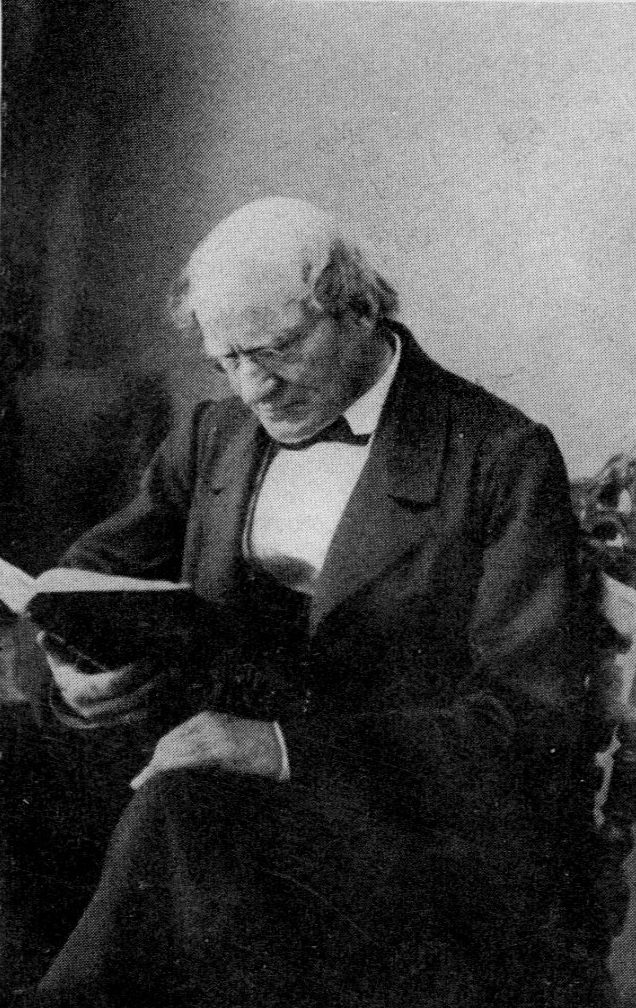
Wilhelm Wackernagel († 1869)
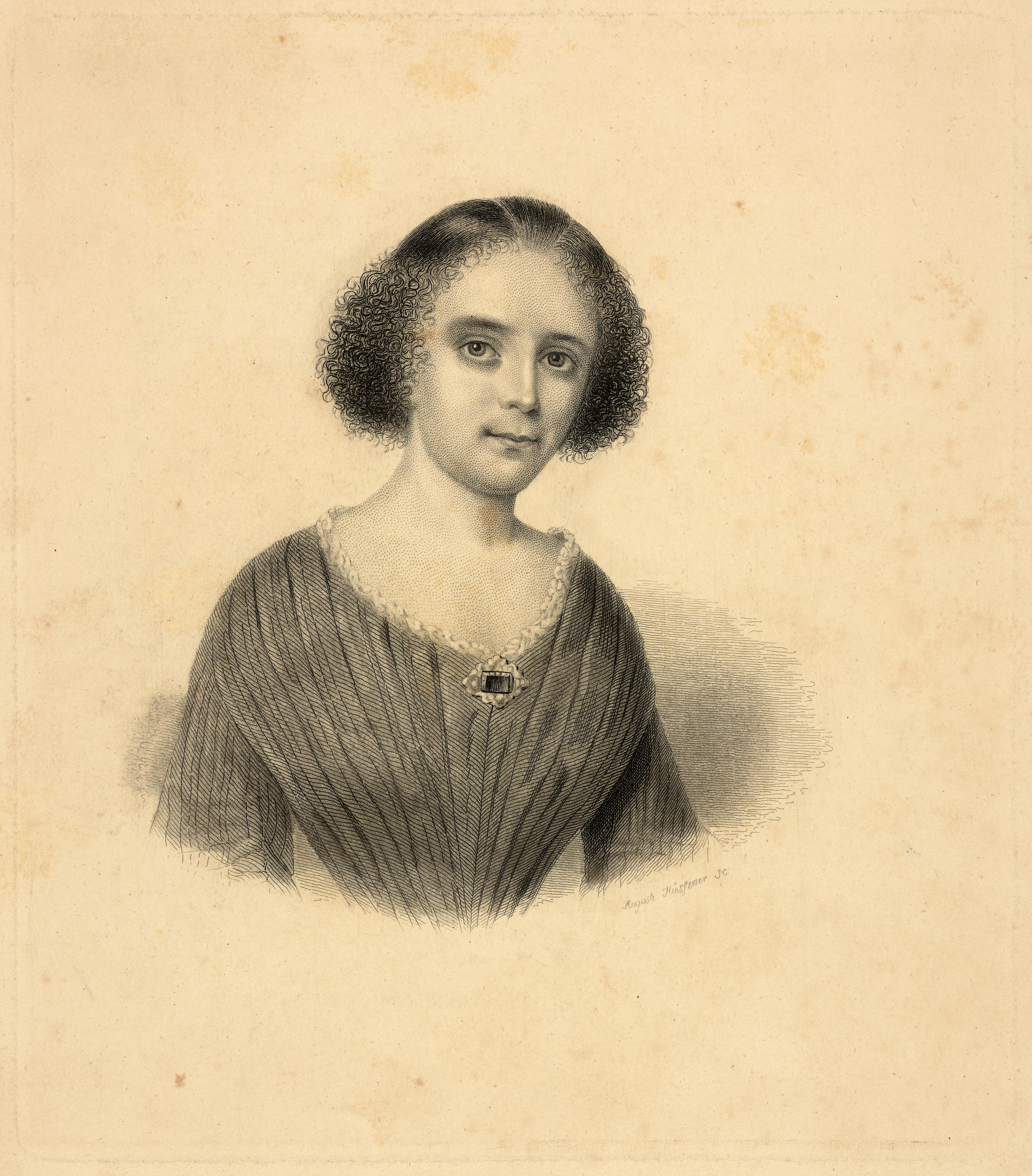
Louise Aston († 1871)
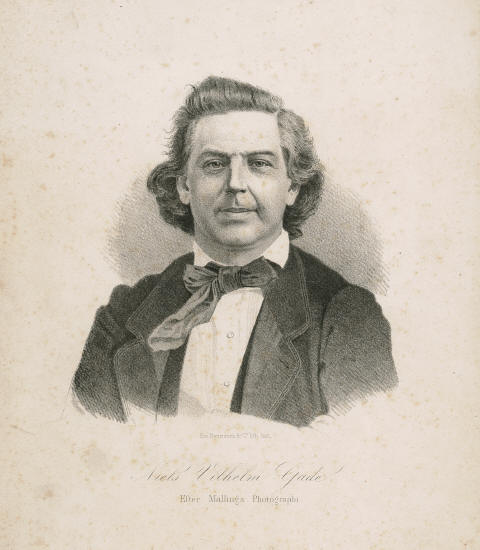
Niels Wilhelm Gade († 1890)
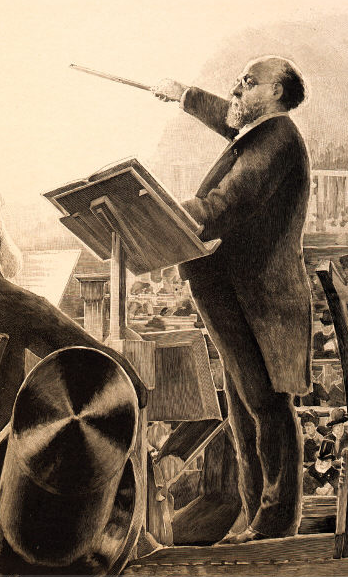
Charles Lamoureux († 1899)

- 1860: Peter Friedhofen, deutscher Schornsteinfeger und Ordensgründer (Barmherzige Brüder von Maria Hilf)
- 1863: Désiré Beaulieu, französischer Komponist
- 1864: William Henry Fry, US-amerikanischer Komponist und Musikkritiker
- 1868: August Friedrich Moritz Anton, deutscher Pädagoge
- 1868: Vicente Barrios, paraguayischer Militär und Politiker
- 1869: Wilhelm Wackernagel, deutscher Schriftsteller und Germanist
- 1871: Louise Aston, deutsche Frauenrechtlerin und Schriftstellerin
- 1871: Tomás Bobadilla,  dominikanischer Politiker und Jurist, erster Präsident der Junta Central Gubernativa Definitiva, Minister
- 1880: Amos T. Akerman, US-amerikanischer Politiker, Justizminister
- 1883: Karl Bogislaus Reichert, deutscher Anatom und Embryologe
- 1885: Eduard Hölzel, österreichischer Verleger
- 1889: Friedrich August von Quenstedt, deutscher Geologe, Paläontologe, Mineraloge und Kristallograph
- 1890: Niels Wilhelm Gade, dänischer Komponist und Dirigent
- 1894: Ramon Martí i Alsina, katalanischer Maler
- 1895: Ferdinand Piloty, deutscher Maler
- 1899: Charles Lamoureux, französischer Dirigent

### 20. Jahrhundert

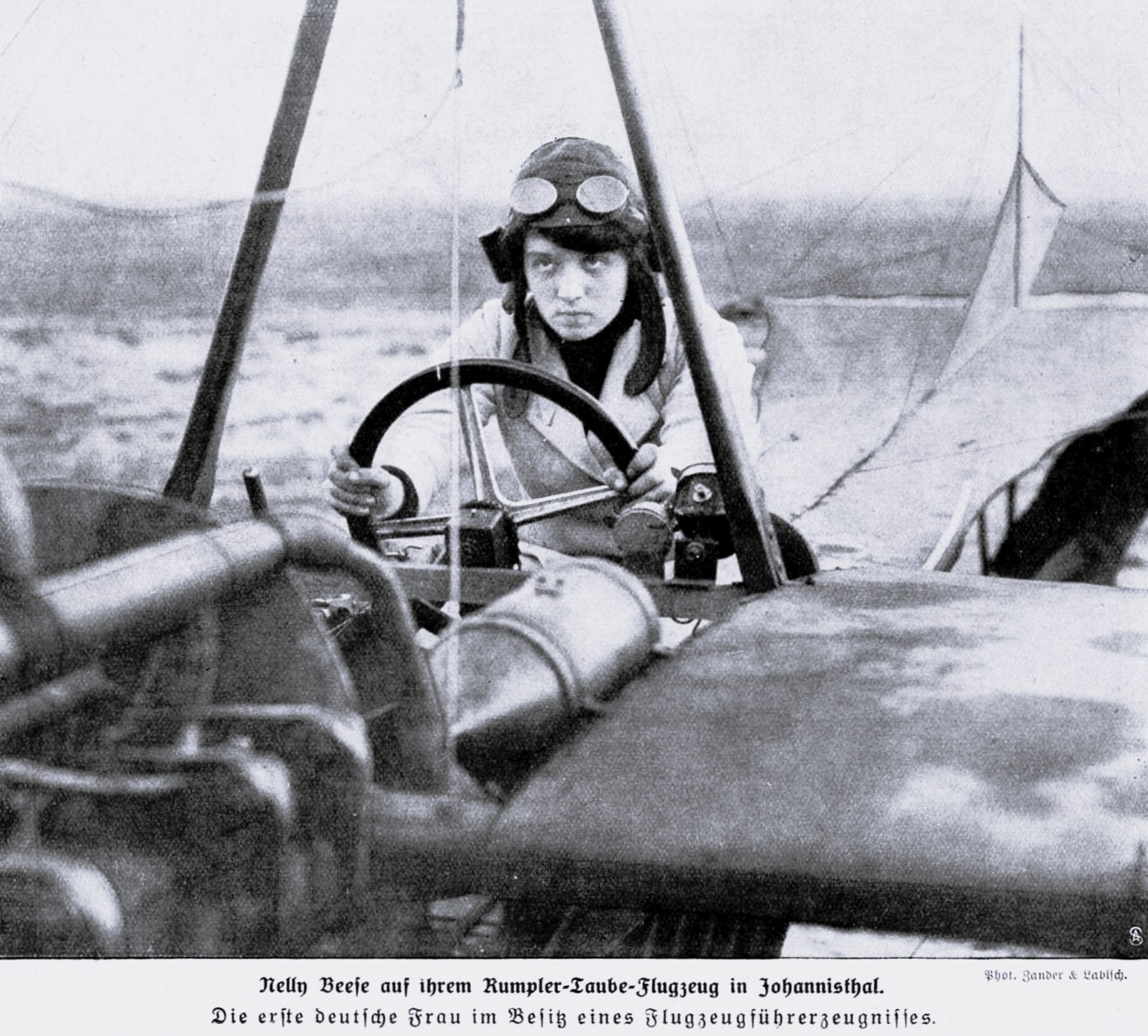
Melli Beese († 1925)
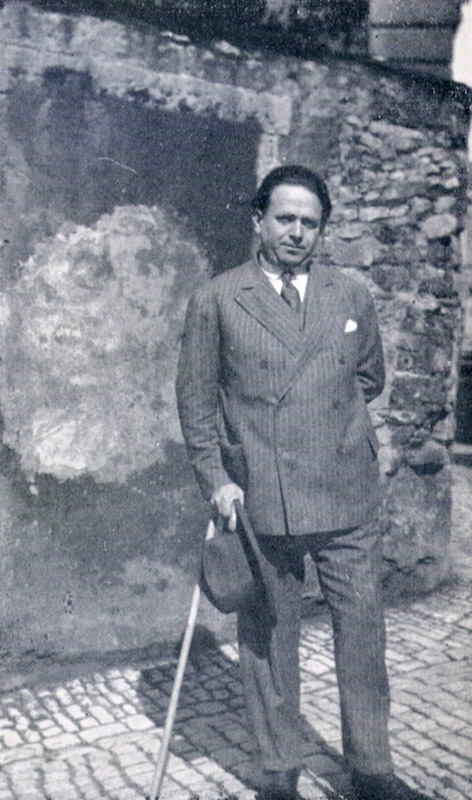
Kurt Tucholsky († 1935)
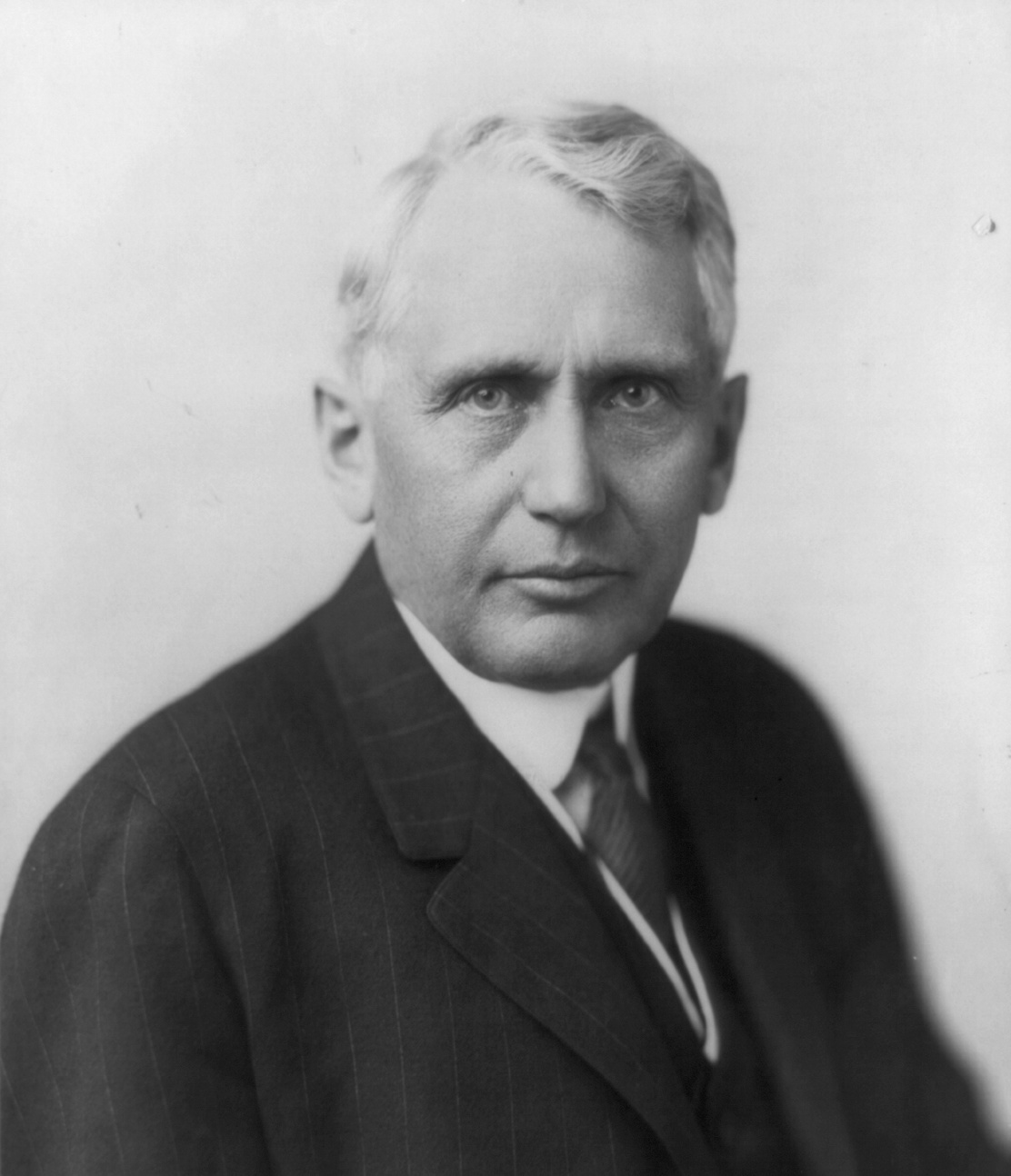
Frank Billings Kellog († 1937)

- 1903ː Antonie Volkmar, deutsche Genre- und Porträtmalerin
- 1904: Friedrich Lüders, deutsch-amerikanischer Gärtner und Naturforscher
- 1906: Adalbert von Goldschmidt, österreichischer Komponist, Dichter und Satiriker
- 1907: Klara Hitler, Mutter von Adolf Hitler
- 1918: Walter Hines Page, US-amerikanischer Journalist, Verleger und Diplomat
- 1919: Louis Diémer, französischer Pianist und Komponist
- 1922: Emil Doepler, deutscher Maler
- 1924: Alfred Käser, Schweizer Evangelist
- 1925: Melli Beese, deutsche Pilotin und Flugzeugkonstrukteurin
- 1929ː Anna Edinger, deutsche Sozialpolitikerin, Frauenrechtlerin, Stifterin und Friedensaktivistin
- 1929: Ernst Pündter, deutscher Schauspieler, Theaterleiter, Hörspielsprecher und -regisseur, Sendeleiter der Außenstelle Bremen der Nordischen Rundfunk AG (NORAG)
- 1932ː Emma Boos-Jegher, Schweizer Frauenrechtlerin
- 1934: August Gärtner, deutscher Mediziner und Mikrobiologe
- 1935: Kurt Tucholsky, deutscher Journalist und Schriftsteller
- 1937: Frank Billings Kellogg, US-amerikanischer Politiker, Jurist und Diplomat, Botschafter, Außenminister, Nobelpreisträger
- 1940: F. Scott Fitzgerald, US-amerikanischer Schriftsteller
- 1942: Franz Boas, deutsch-US-amerikanischer Ethnologe
- 1942: Francis Bousquet, französischer Komponist
- 1943: Nicola Moscardelli, italienischer Schriftsteller, Journalist und Literaturkritiker
- 1944: Abbas II., letzter Vizekönig von Ägypten

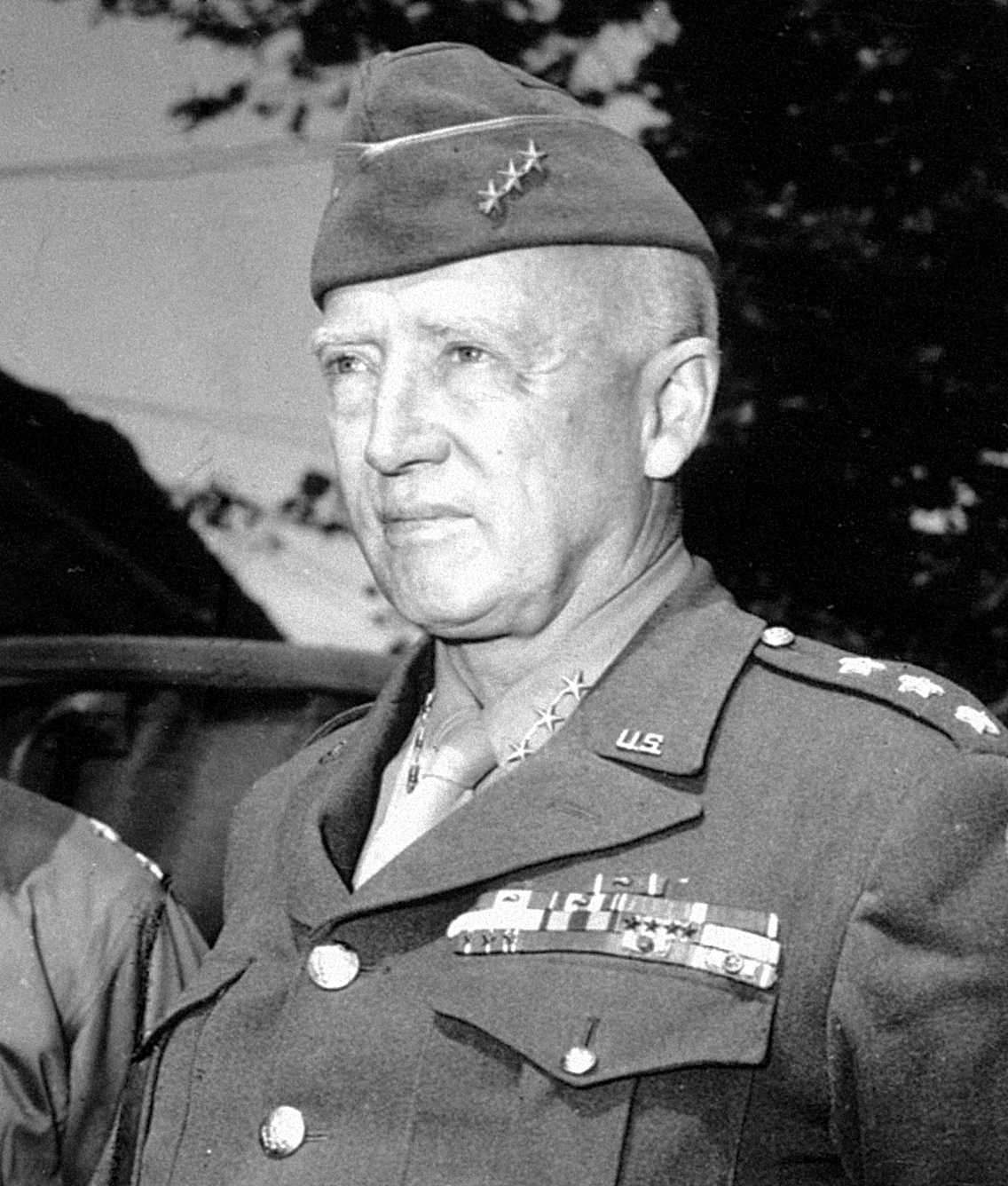
George S. Patton († 1945)
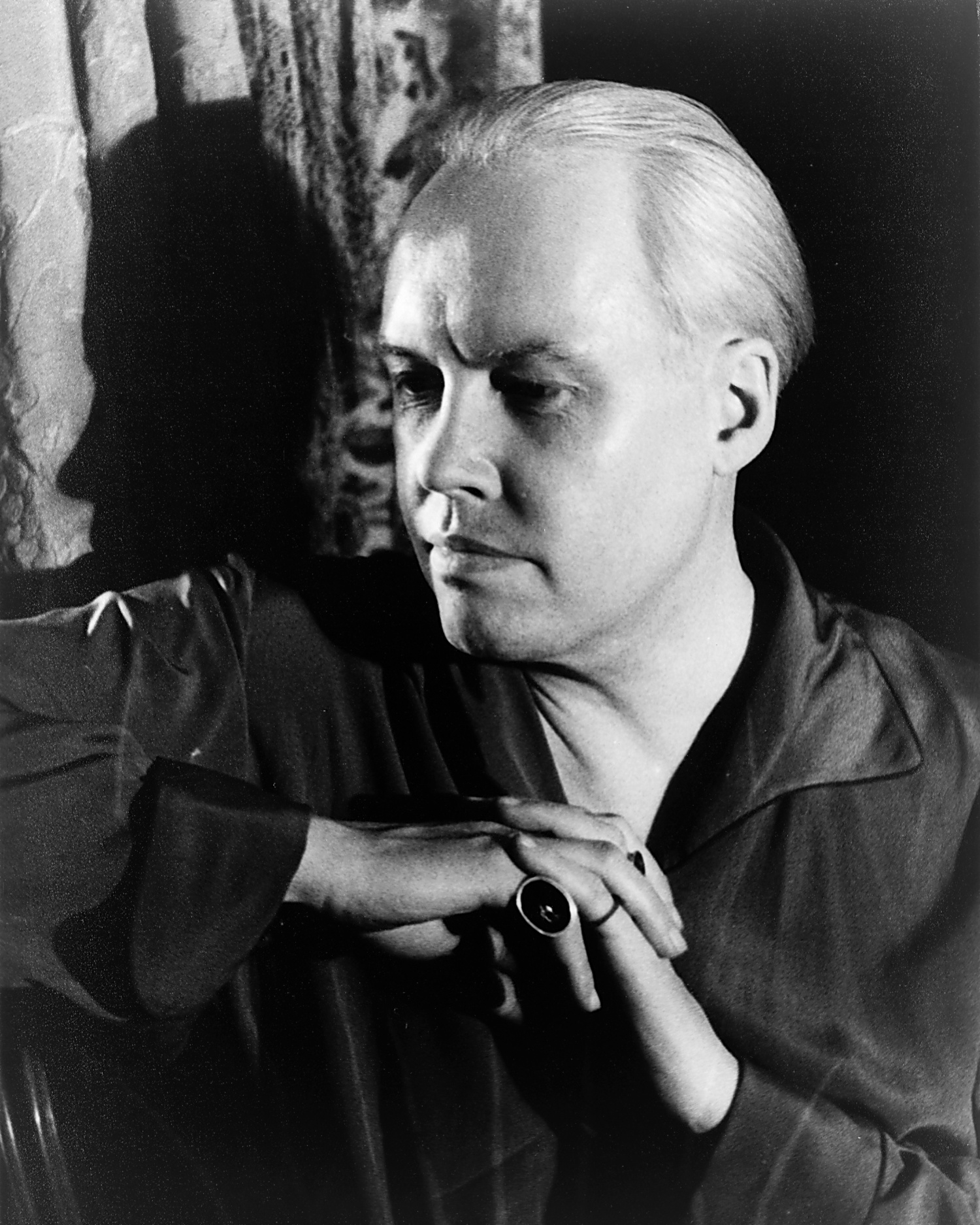
Carl van Vechten († 1964)
Anne-Marie Barat († 1990)

- 1945: George S. Patton, US-amerikanischer General
- 1946: Armandinho, portugiesischer Gitarrist und Komponist
- 1948: Otto Adler, deutscher Gewerkschaftsfunktionär
- 1950: Konrad Kardinal von Preysing, deutscher Theologe, Bischof von Eichstätt und Berlin
- 1952: Georg Vogelsang, bayerischer Volksschauspieler
- 1953: Raphael Armattoe, ghanaischer Arzt, Autor und Poet
- 1954: Reinhold Burger, deutscher Ingenieur, Erfinder der Thermosflasche
- 1955: Garegin Nschdeh, armenischer Staatsmann
- 1957: Elisabeth Moses, deutsch-amerikanische Kunsthistorikerin und Museumskuratorin
- 1958: Lion Feuchtwanger, deutscher Schriftsteller
- 1958: H. B. Warner, US-amerikanischer Schauspieler
- 1961: Hinrich Wilhelm Kopf, deutscher Politiker, Ministerpräsident von Hannover und Niedersachsen, Landesminister
- 1961: Kurt Landauer, deutscher Kaufmann und Fußballfunktionär
- 1962: Gary Hocking, rhodesischer Motorradrennfahrer
- 1964: Carl van Vechten, US-amerikanischer Fotograf, Schriftsteller
- 1965: Ignacio Asúnsolo, mexikanischer Bildhauer
- 1965: Claude Champagne, kanadischer Komponist
- 1965: Friedrich Jähne, deutscher Ingenieur und Unternehmer
- 1966: Walter Fisch, deutscher Politiker, MdL, MdB
- 1967: William Palmer, britischer Geher
- 1968: Hugo Rahner, deutscher Theologe
- 1968: Vittorio Pozzo, italienischer Fußballtrainer
- 1969: Ilse Steppat, deutsche Schauspielerin
- 1971: Georgine Gerhard, Schweizer Lehrerin, Frauenrechtlerin und Gründerin der Basler Sektion des Schweizerischen Hilfswerks für Emigrantenkinder
- 1974: Richard Long, US-amerikanischer Schauspieler
- 1975: Jean Bertin, französischer Ingenieur und Aeronautiker
- 1978: Johann Appler, deutscher Politiker, MdR
- 1978: Josef Marx, US-amerikanischer Oboist und Musikwissenschaftler
- 1979: Michl Lang, deutscher Schauspieler
- 1979: Ermindo Onega, argentinischer Fußballspieler
- 1980: Bob Iller, deutscher Schauspieler, Conférencier, Sänger und Drehbuchautor
- 1982: Georg Apfelbeck, deutscher Bauunternehmer und Tischtennis-Funktionär
- 1982: John Hargrave, britischer Zeichner, Autor und Politiker
- 1983: Paul de Man, belgischer Literaturtheoretiker
- 1985: Alfred Malige, deutscher Geiger und Komponist
- 1987: Eugene Lukacs, US-amerikanischer Mathematiker
- 1988: Gottfried Amann, deutscher Forstwissenschaftler
- 1988: Nikolaas Tinbergen, niederländischer Zoologe, Nobelpreisträger
- 1989: Ján Cikker, slowakischer Komponist
- 1990: Sigurd Anderson, US-amerikanischer Politiker, Gouverneur von South Dakota
- 1990: Anne-Marie Barat, französische Organistin
- 1990: Iwan Ljudwigowitsch Knunjanz, sowjetischer Chemiker
- 1990: Susi Weigel, österreichische Kinderbuchillustratorin
- 1992: Stella Adler, US-amerikanische Bühnen- und Filmschauspielerin
- 1992: Philip Farkas, US-amerikanischer Hornist, Mitbegründer der International Horn Society
- 1992: Walter Fitz, deutscher Schlagersänger, Komponist und bayerischer Volksschauspieler
- 1992: Albert King, US-amerikanischer Musiker
- 1992: Nathan Milstein, US-amerikanischer Violinist
- 1994: Audrey Sale-Barker, britische Skirennfahrerin und Pilotin
- 1995: Carl Unger, österreichischer Maler
- 1996: Christine Brückner, deutsche Schriftstellerin
- 1996: Carmelo Cappello, italienischer Bildhauer
- 1996: Josef Landlinger, österreichischer Landwirt und Politiker, LAbg
- 1997: Joseph Ahrens, deutscher Komponist und Organist
- 1997: Johnny Coles, US-amerikanischer Jazztrompeter
- 1997: Amie Comeaux, US-amerikanische Country-Sängerin
- 1998: Ernst Günther Schenck, deutscher Arzt und SS-Offizier
- 2000: Franz Koringer, österreichischer Komponist

### 21. Jahrhundert
- 2001: Franz Heubl, deutscher Jurist und Politiker, MdL, Landesminister, Landtagspräsident
- 2002: Giò Pomodoro, italienischer Bildhauer und Architekt
- 2003: Alfonso Prinz zu Hohenlohe, deutscher Adliger
- 2004: Lennart Bernadotte, schwedischer Adliger
- 2004: Roland Ploeger, deutscher Komponist
- 2005: Martin Herbst, deutscher Herzchirurg
- 2005: William C. Rodgers, US-amerikanischer Buchhändler und Öko-Aktivist
- 2005: Walter Schock, deutscher Automobilrennfahrer
- 2006: Saparmyrat Nyýazow, turkmenischer Politiker, Mitglied im Politbüro der KPdSU, Staatspräsident
- 2006: Philippa Pearce, britische Kinderbuchautorin
- 2007: Antonia Arnold, deutsche Schriftstellerin
- 2007: Hans Imhoff, deutscher Schokoladenfabrikant
- 2007: Heinz Pütz, Schweizer Sportjournalist und Fernsehmoderator
- 2008: Dale Wasserman, US-amerikanischer Schriftsteller
- 2010: Enzo Bearzot, italienischer Fußballspieler und -trainer, Weltmeister
- 2011: Gerd Deutschmann, deutscher Schauspieler
- 2011: Jürgen Hentsch, deutscher Schauspieler
- 2011: Werner Otto, deutscher Unternehmer
- 2012: Altamiro Carrilho, brasilianischer Komponist, Dirigent und Flötist
- 2012: Peter Wapnewski, deutscher Germanist
- 2013: Peter Geach, britischer Philosoph und Logiker
- 2014: Udo Jürgens, österreichischer Komponist, Pianist und Sänger
- 2015: Milomir Jakovljević, jugoslawischer Fußballspieler
- 2017: Bruce McCandless, US-amerikanischer Astronaut
- 2018: Edda Göring, Tochter von Hermann Göring
- 2019: Emanuel Ungaro, französischer Modedesigner
- 2020: Hamish McLachlan, australischer Ruderer
- 2021: George Alexander Albrecht, deutscher Dirigent und Komponist
- 2021: Giovanni Mastel, italienischer Eishockeyspieler
- 2021: Ian Matos, brasilianischer Turmspringer
- 2022: Christopher Dowling, maltesischer Schwimmer und Wasserballspieler
- 2022: Franz Gertsch, Schweizer Maler und Grafiker
- 2022: Lajos Koutny, ungarischer Eishockeyspieler
- 2022: Ludwik Synowiec, polnischer Eishockeyspieler
- 2022: György Tumpek, ungarischer Schwimmer
- 2023ː Carmen Barros, chilenische Schauspielerin, Sängerin und Komponistin
- 2023ː Rebekka Habermas, deutsche Historikerin
- 2023ː Lenka Hlávková, tschechische Musikwissenschaftlerin
- 2023: John Kornblum, US-amerikanischer Diplomat
- 2024: Hannelore Hoger, deutsche Schauspielerin und Theaterregisseurin

## Feier- und Gedenktage
- Kirchliche Gedenktage
  - Hl. Thomas, Apostel und Schutzpatron (evangelisch, anglikanisch, der katholische Gedenktag wurde auf den 3. Juli verschoben, der seit der Perikopenrevision auch als evangelischer Gedenktag empfohlen wird[2])
  - Hl. Petrus Canisius, holländischer Schriftsteller, Theologe und Kirchenlehrer (katholisch (nicht in Deutschland))

- Brauchtum
  - Thomastag
  - Iran: Yalda-Nacht

Weitere Einträge enthält die Liste von Gedenk- und Aktionstagen.